# Esercito romano della media repubblica
L'esercito romano della media Repubblica è l'insieme delle forze militari terrestri e di mare che servirono Roma antica nel corso della serie di campagne militari che caratterizzarono la sua espansione, durante il periodo medio repubblicano fino alla riforma mariana (dal 350 circa al 107 a.C.), che ne rappresentò il sovvertimento. Allora infatti, a seguito della crescente proletarizzazione del ceto medio cittadino di Roma, fu promossa una riforma che, rimuovendo la leva di massa obbligatoria (il dilectus, anche se sopravvisse in seguito), rendeva l'accesso all'esercito su base di norma volontaria. È anche conosciuto come esercito romano manipolare.
La caratteristica principale dell'esercito della media repubblica fu l'organizzazione manipolare del suo schieramento in battaglia. Invece di un'unica e grande massa (la falange), come era stato l'esercito romano in età regia, i Romani elaborarono una formazione su tre linee (triplex acies), costituita da piccole unità di 120 legionari (manipoli), schierati come su una scacchiera, dove fondamentale risultava l'aspetto tattico e la flessibilità della formazione. Questa organizzazione venne probabilmente introdotta durante le guerre sannitiche (343-295 a.C.).
E forse probabilmente in questo periodo, ogni legione venne accompagnata da una formazione alleata di non-cittadini romani delle stesse dimensioni, chiamata ala, reclutata tra le popolazioni italiche denominate socii. Si trattava di circa 150 città-stato autonome, legate a Roma da trattati di perpetua alleanza militare. I loro unici obblighi erano di fornire truppe alleate completamente equipaggiate a loro spese, in appoggio all'esercito romano, a richiesta, fino ad un massimale stabilito ogni anno. Evidenze archeologiche nei campi presso la città di Numanzia in Spagna, mostrano che si trattava di unità tattiche molto ampie. La coorte (composta più tardi da 480 soldati, era l'equivalente di 3 manipoli ovvero 6 centurie) esisteva già, accanto ai manipoli, dalla seconda guerra punica. Dal 107 a.C. circa (riforma mariana dell'esercito romano), la coorte sembra abbia rimpiazzato completamente i manipoli come unità tattica base della legione romana.
La seconda guerra punica (218–201 a.C.) vide l'aggiunta di un terzo elemento al preesistente dualismo Romani-Italici: mercenari non Italici con specifiche competenze mancanti nelle legioni e nelle alae: la cavalleria "leggera" numidica, gli arcieri cretesi e i frombolieri delle Baleari. Da questo momento in poi, queste unità andarono ad accompagnare l'esercito romano, che andava così dividendosi in: legioni di cittadini romani, alleati italici (utilizzati anche nella marina militare) e i mercenari non-Italici.

## Fonti e storiografia
| Denario coniato nel 112 a.C.                   | Denario coniato nel 112 a.C.                                               |
| ---------------------------------------------- | -------------------------------------------------------------------------- |
|                                                |                                                                            |
| Dritto: la testa di Scipione Africano con elmo | Rovescio: Giove (al centro), che tiene un fulmine. Legenda: ROMA in esergo |
| Sicilia, monetazione di Siracusa.              |                                                                            |

La più importante fonte letteraria esistente sull'esercito romano di questo periodo sono le Storie dello storico greco Polibio, pubblicate attorno al 160 a.C.. I capitoli a noi pervenuti coprono la prima e la seconda guerra punica. Il libro VI contiene un'analisi dettagliata dell'organizzazione dell'esercito romano. Polibio è generalmente considerato dagli storici moderni come una fonte attendibile e sufficientemente equilibrata, anche se ci sono alcune incongruenze e punti oscuri in alcune parti della sua descrizione. Ciò sembra derivare principalmente dall'utilizzo di termini greci per descrivere unità militari romane. Inoltre, la cronologia del suo racconto è incerta. Alcuni autori moderni hanno suggerito, sulla base delle caratteristiche comuni agli eserciti consolari, che egli abbia descritto l'esercito all'inizio della seconda guerra punica (218 a.C. circa), molto tempo prima della redazione delle sue Storie (160 a.C. circa). Ḕ pure possibile che il suo racconto contenga dettagli da differenti periodi storici. Le fonti di Polibio del libro VI rimangono incerte. Si è ipotizzato che egli abbia utilizzato un antico manuale militare.
La seconda fonte letteraria più importante è Ab Urbe condita libri, un'imponente storia di Roma pubblicata attorno al 20 d.C. dallo storico latino di epoca augustea, Tito Livio, la cui opera sopravvive nei libri XXI-XLV e copre il periodo compreso tra il 218 e il 168 a.C. Anche se non esiste un'analisi specifica dell'esercito romano come in Polibio, l'opera di Livio contiene molte informazioni accessorie sull'esercito e le sue tattiche.
Utili sono anche la monografia sulla guerra giugurtina di Sallustio (pubblicata attorno al 90 a.C.) e le biografie, più tarde, dei personaggi principali della storia romana repubblicana di Plutarco.
Diversamente dal successivo esercito romano di epoca imperiale, è scarsa la documentazione epigrafica e le testimonianze pittoriche sopravvissute dell'esercito di questo medio periodo repubblicano. Il più importante bassorilievo è la tomba di Domizio Enobarbo (122 a.C. circa), che fornisce la rappresentazione più chiara e dettagliata dell'equipaggiamento di ufficiali e legionari della media-repubblica. I soldati rappresentati sono: un ufficiale superiore, quattro fanti e un cavaliere. C'è in effetti una carenza di lapidi che mostrino soldati in abbigliamento militare come invece è comune per il periodo del principato. La prima è datata a partire dal 42 a.C. e rappresenta un centurione di Padova.
Le prove archeologiche pubblicate sulle campagne di scavo di epoca repubblicana risultano molto meno abbondanti rispetto a quelle di epoca imperiale, anche se le prime sembra stiano rapidamente crescendo. Un ragguardevole materiale critico ci è giunto da una serie di accampamenti fortificati romani, costruiti attorno alla città iberica di Numantia (guerra numantina, dal 155 al 133 a.C.). I siti più importanti sono:
- gli accampamenti di Renieblas, databili al periodo 195 - 75 a.C., il cui castrum III sembra possa risalire al 153 a.C., anno della campagna militare del console Quinto Fulvio Nobiliore;
- il campo di Castillejo, occupato nel 137 a.C. da Gaio Ostilio Mancino e, più tardi da Scipione Emiliano nel 134-133 a.C.;
- il campo di Peña Redonda, non meno importante degli altri due.[4]

Questi siti ed altri, hanno fornito preziose informazioni sia sull'aspetto degli accampamenti, sia su numerosi reperti e materiali militari. Questa sequenza di siti venne scavata nel 1905-1912 da Adolf Schulten, che interpretò i risultati degli scavi come un dettagliato e coerente resoconto di quanto aveva descritto Polibio nel suo libro VI sugli accampamenti romani. Tuttavia una recente nuova analisi dei dati raccolti da Michael Dobson (nel 2008), hanno condotto alla conclusione che solo una parte dei dati di Numantia supportano quanto Polibio suggerisce nelle sue Storie e cioè che le legioni erano già organizzate in coorti.
Di grande importanza per la comprensione di alcune parti dell'equipaggiamento militare romano di epoca medio-repubblicana è il ritrovamento di 160 armi romane rinvenuto a San Michele di Senosecchia in Slovenia (nota ai Romani come Pannonia occidentale), databile al 200-150 a.C. Questo sito si trovava lungo la via romana principale che conduceva da Aquileia ad Emona (Lubiana). Originariamente venne portato alla luce nel 1890. Lo studio di questi reperti non fu mai pienamente pubblicato fino al 2000. Esso comprende un elmo, quattro spade (tra cui due gladii), due lance, centosei pila di varie tipologie, trentasette giavellotti, punte di freccia e altri oggetti vari.

## Contesto storico

### Roma e la confederazione italica
Possedimenti romani
     Colonie latine
     Alleati di Roma (socii)

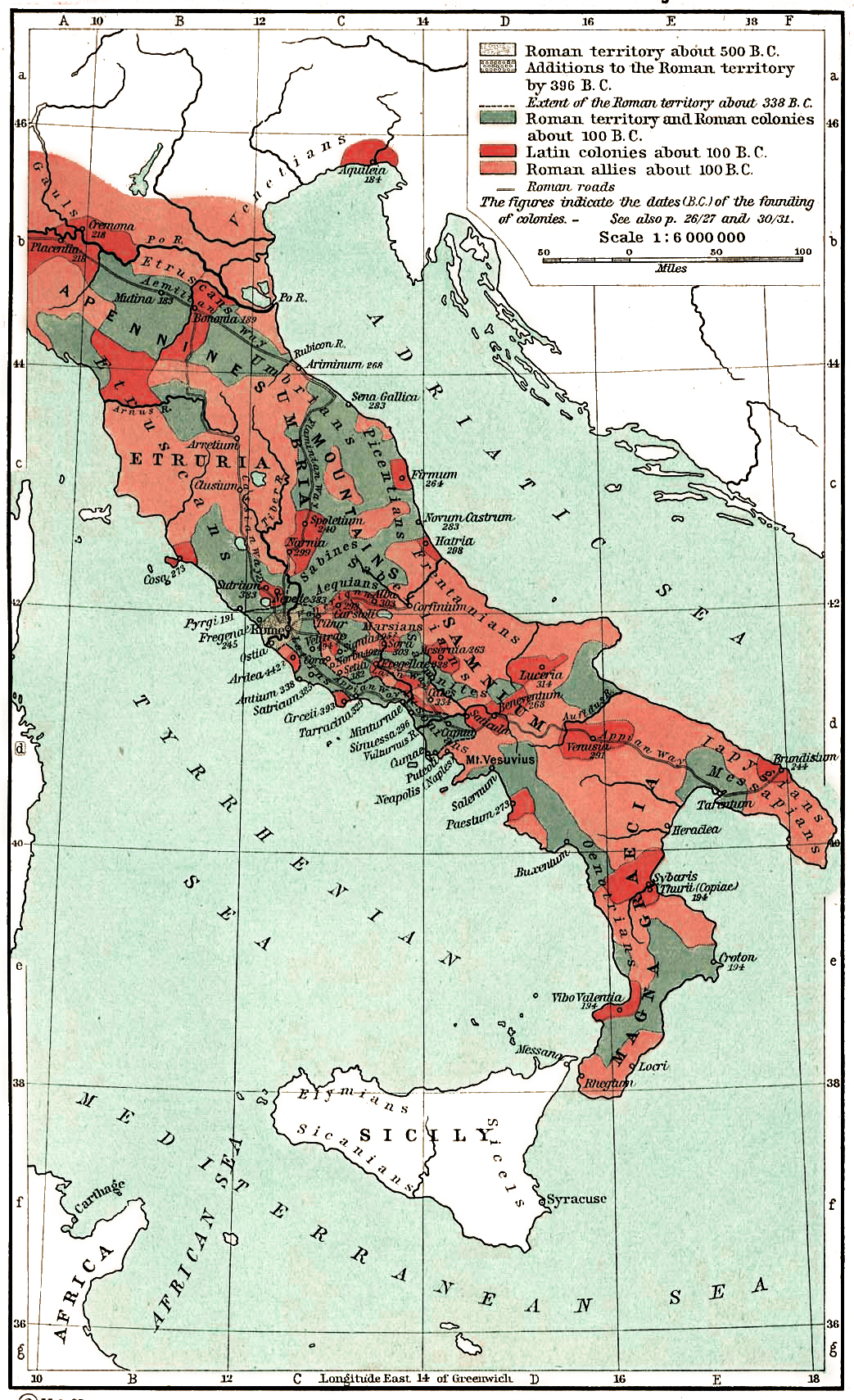
Mappa della confederazione romana nel 100 a.C., all'avvento della guerra sociale (91-88 a.C.). Si noti la configurazione politica a chiazze.
Possedimenti romani
Colonie latine
Alleati di Roma (socii)
I possedimenti romani abbracciavano i territori centrali della penisola italica e le coste tirreniche. Le colonie latine erano sparse in località strategiche, mentre gli alleati erano concentrati nelle montagne interne

L'alleanza romano-italica ebbe un'importante evoluzione a partire dal 264 a.C. e rimase alla base dell'organizzazione militare romana per i successivi duecento anni. Dal 338 all'88 a.C., le legioni romane furono sempre accompagnate in guerra da un numero uguale di unità chiamate alae (letteralmente "ali", poiché erano poste sui fianchi dello schieramento di battaglia, con al centro le legioni di cittadini romani). Le alae erano composte da un numero similare di soldati alleati, mentre il 75% delle truppe a cavallo di un'armata consolare era composta da alleati italici (socii).
L'alleanza discendeva alla lontana dal foedus Cassianum (trattato di pace stipulato tra Romani e Latini nel 493 a.C.) firmato dalla neonata Repubblica romana con le vicine città-stato latine, poco dopo la fine della monarchia a Roma (509 a.C.). Si trattava di un'alleanza militare a tempo indeterminato tra Roma e le città-stato del Latium vetus, a cui i Romani stessi appartenevano. Anche se le informazioni a noi giunte sono frammentarie, una delle caratteristiche fondamentali del trattato fu il patto di non-aggressione reciproca e la necessità di approntare un sistema di difesa comune. Quest'ultima condizione richiedeva che tutti i firmatari intervenissero militarmente nel caso in cui uno di loro fosse stato attaccato dall'esterno. Sembra anche che tutti i componenti della lega dovessero fornire i necessari contingenti militari per tutte quelle operazioni congiunte, decise nella conferenza annuale. Sembra anche che, dato che Romani e Latini condividevano il bottino su base paritaria, il trattato prevedesse che i Latini contribuissero con lo stesso numero di soldati messi a disposizione da Roma. Il comando di tutte le forze congiunte romano-latine, era esercitato in modo alterno tra Roma e le città latine. Il fattore principale di questa alleanza era costituito dalla minaccia che le città del Latium vetus potessero essere attaccate dalle vicine popolazioni italiche, in particolare da Volsci e Equi, le cui incursioni si erano intensificate in questo periodo. Con il 358 a.C., la minaccia delle limitrofe tribù-montane si era talmente ridotta che i Romani preferirono ripudiare l'antico foedus, tanto che il periodo successivo vide lo scoppio della guerra romano-latina e l'invasione di Roma nel Latium vetus (341-338 a.C.).
Nel 341 a.C. infatti, la lega latina, una confederazione delle altre città-stato dell'antico Lazio, si scontrò con Roma per salvare quel poco di indipendenza che ancora le restava. Ma i Romani ottennero una decisiva vittoria e annessero la maggior parte del Latium vetus, unificando gli antichi Latini sotto la loro egemonia, dopo due secoli dal periodo dei Tarquini. Utilizzando le risorse derivate dall'annessione dei nuovi territori, i Romani iniziarono a porre sotto il loro controllo l'intera penisola italica fino al 264 a.C. La fine del foedus Cassianum con i Latini venne sostituito da un nuovo tipo di alleanza militare con le città-stato e le popolazioni italiche. Man mano che ciascuna di queste veniva sottomessa, una parte del suo territorio era annesso al territorio romano e nello stesso si provvedeva ad inviare un certo numero di coloni romani o latini. Alla popolazione sconfitta veniva concesso di mantenere il resto del territorio in cambio di un trattato che siglasse un'alleanza militare perpetua. Non quindi come era avvenuto con la precedente alleanza con i Latini, fondata sulla base di condizioni paritetiche, bensì su un sistema che sancisse l'egemonia di Roma su tutti i popoli italici. La strategia comune si basava solo su quanto decretato dal Senato romano: le forze alleate erano arruolate e poste sempre sotto il comando romano.
Il sistema si basava su una serie di trattati bilaterali tra Roma e, dal 218 a.C., circa centocinquanta città-stato italiche e popolazioni definite socii ("alleati"). Ciò significava che "gli alleati dovevano avere gli stessi amici e nemici di Roma", proibendo così che ci potesse essere una guerra contro altri socii e lasciando che fosse Roma a stabilire quale fosse la politica estera per tutti. Oltre a ciò, l'unico obbligo per gli alleati era di contribuire annualmente a fornire uno specifico contingente militare, vale a dire un numero stabilito di truppe, completamente equipaggiate a proprie spese, che servissero sotto il comando romano. L'obbligo per l'alleato era dunque puramente militare e non tributario. Poco si sa sulle dimensioni dei contingenti forniti dai socii e se fossero proporzionali alla popolazione e/o alla loro ricchezza. La stragrande maggioranza dei socii erano tenuti a fornire truppe terrestri (fanteria e cavalleria), anche se la maggior parte delle città costiere erano definite socii navales ("alleati navali"), il cui obbligo fu quello di fornire navi anche da guerra, parzialmente o completamente munite di equipaggio per la flotta romana.
Malgrado la perdita dei loro territori e della loro indipendenza, oltre ad avere pesanti obblighi militari, il sistema "italico" fornì non pochi vantaggi agli stessi socii. L'aspetto più importante fu che furono liberati dalla costante minaccia di aggressioni da parte dei loro vicini, che duravano da secoli, prima dell'istituzione della pax romana. L'alleanza romana proteggeva, inoltre, la penisola italica dalle invasioni esterne, come quelle periodiche e devastanti dei Galli nella pianura padana. E benché non avessero più il controllo delle guerre e della politica estera, ogni socius rimase per il resto autonomo, dotato di proprie leggi, di un proprio sistema di governo, monetazione e lingua. Inoltre, il peso militare rappresentava meno della metà di quanto era invece sulle spalle dei cittadini romani, in quanto questi ultimi avevano una popolazione che era pari a solo la metà di quella dei socii, ma che forniva la metà dei contingenti militari complessivi. Nonostante ciò, le truppe alleate furono autorizzate a condividere il bottino di guerra alla pari con i Romani.
Malgrado questi benefici, alcuni socii si ribellarono a Roma ogni volta che ci fu la possibilità di farlo. La più grande opportunità capitò quando l'Italia venne invasa, prima dal re dell'Epiro, Pirro (guerre pirriche, 280-275 a.C.) e poi dal condottiero cartaginese Annibale (seconda guerra punica, 218-202 a.C.). Si ebbe una diserzione in massa da parte di alcuni di questi socii, i quali si unirono all'invasore straniero; la maggior parte era di lingua osca dell'Italia meridionale, soprattutto le tribù dei Sanniti, che erano stati in precedenza i peggiori nemici italici dei Romani. Al contrario molti altri socii rimasero fedeli, motivati soprattutto dal loro antagonismo con le popolazioni ribelli. Perfino dopo il disastro romano della battaglia di Canne (216 a.C.), oltre il 50% dei socii (per popolazione) non defezionò e alla fine l'alleanza militare con Roma si rivelò vittoriosa.

### Espansionismo della Repubblica romana: dall'Italia al Mediterraneo
Le campagne militari dell'esercito romano polibiano durante la sua esistenza possono essere divise in tre fasi principali:
1. la conquista dell'egemonia in Italia, specialmente contro la lega sannitica, fino alle guerre pirriche (343-275 a.C.);
2. le guerre contro Cartagine per l'egemonia del Mediterraneo occidentale (264-201 a.C.);
3. le guerre contro le monarchie ellenistiche per il controllo del Mediterraneo orientale (200-91 a.C.).

La prima fase vide le operazioni confinate alla sola penisola italica. La seconda fase vide le campagne militari condotte sia in Italia (durante la guerra annibalica, 218-203 a.C.) sia nelle regioni del Mediterraneo occidentale (Sicilia, Sardegna, Spagna e Nord Africa). La terza ed ultima fase vide operazioni esclusivamente condotte oltremare, sia nel Mediterraneo occidentale che orientale.

## Nascita dell'esercito manipolare

### Evoluzione: dalla falange oplitica all'esercito manipolare

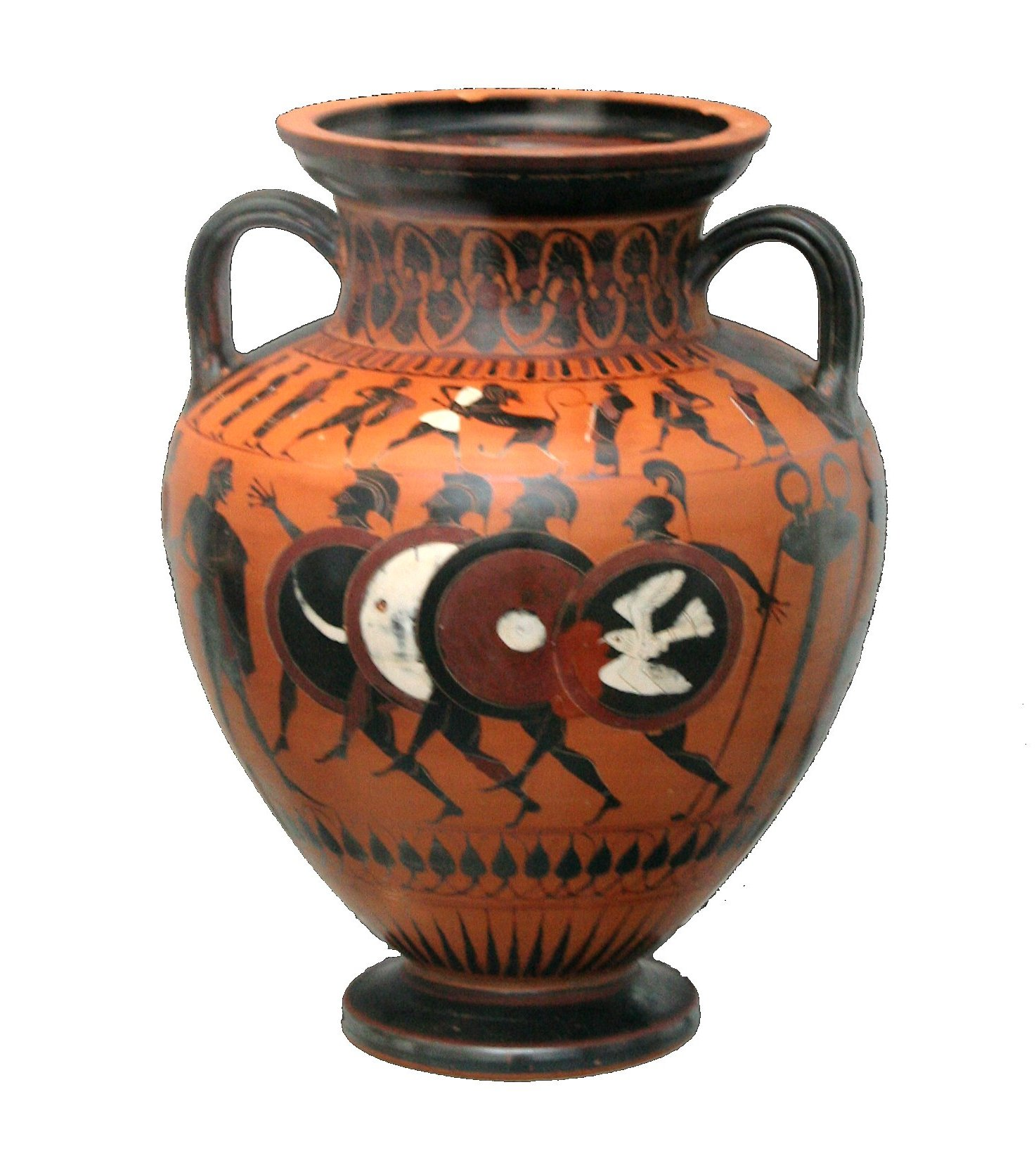
Disegno su vaso di una falange oplitica proveniente da una tomba di Vulci (Etruria meridionale), databile al 550 a.C., al tempo della riforma di Servio Tullio.

Si ritiene che l'esercito di epoca regia (dal 550 a.C. in poi), fosse equipaggiato come quelli dell'antica Grecia, con la fanteria pesante-oplitica, affiancata da quella leggera (poco equipaggiata) e dalla cavalleria leggera. Gli opliti combattevano nella tipica formazione falangitica, oppure in una singola e profonda linea di lancieri. L'esercito era arruolato tra i proprietari terrieri, per la durata di una sola campagna militare, ogni anno. Nella successiva fase della repubblica romana l'esercito continuò a evolvere e, sebbene tra i romani vi fosse la tendenza ad attribuire tali cambiamenti a grandi riformatori, è più probabile che i cambiamenti fossero il prodotto di una lenta evoluzione piuttosto che di singole e deliberate politiche di riforma.
All'inizio della Repubblica, l'unità base tattica e di reclutamento era la centuria, formata da 80/100 uomini. La formazione manipolare (composta da 2 centurie) fu probabilmente copiata dai nemici Sanniti, a sud di Roma, forse quale conseguenza di alcune sconfitte romane subite nel corso della seconda guerra sannitica (326-304 a.C.). Da questo periodo, invece di combattere su una sola linea, i Romani cominciarono a disporsi su tre linee (triplex acies) di fanteria pesante, chiamate (dalla prima all'ultima) hastati, principes e triarii. Si presume che originariamente tutte e tre le linee dello schieramento fossero equipaggiate con lance (hastae, da qui il termine dei componenti della prima linea, hastati), ma con l'introduzione del pilum (un giavellotto pesante, da lancio) attorno al 250 a.C., solo l'ultima linea dei triarii continuò ad utilizzare le hastae.

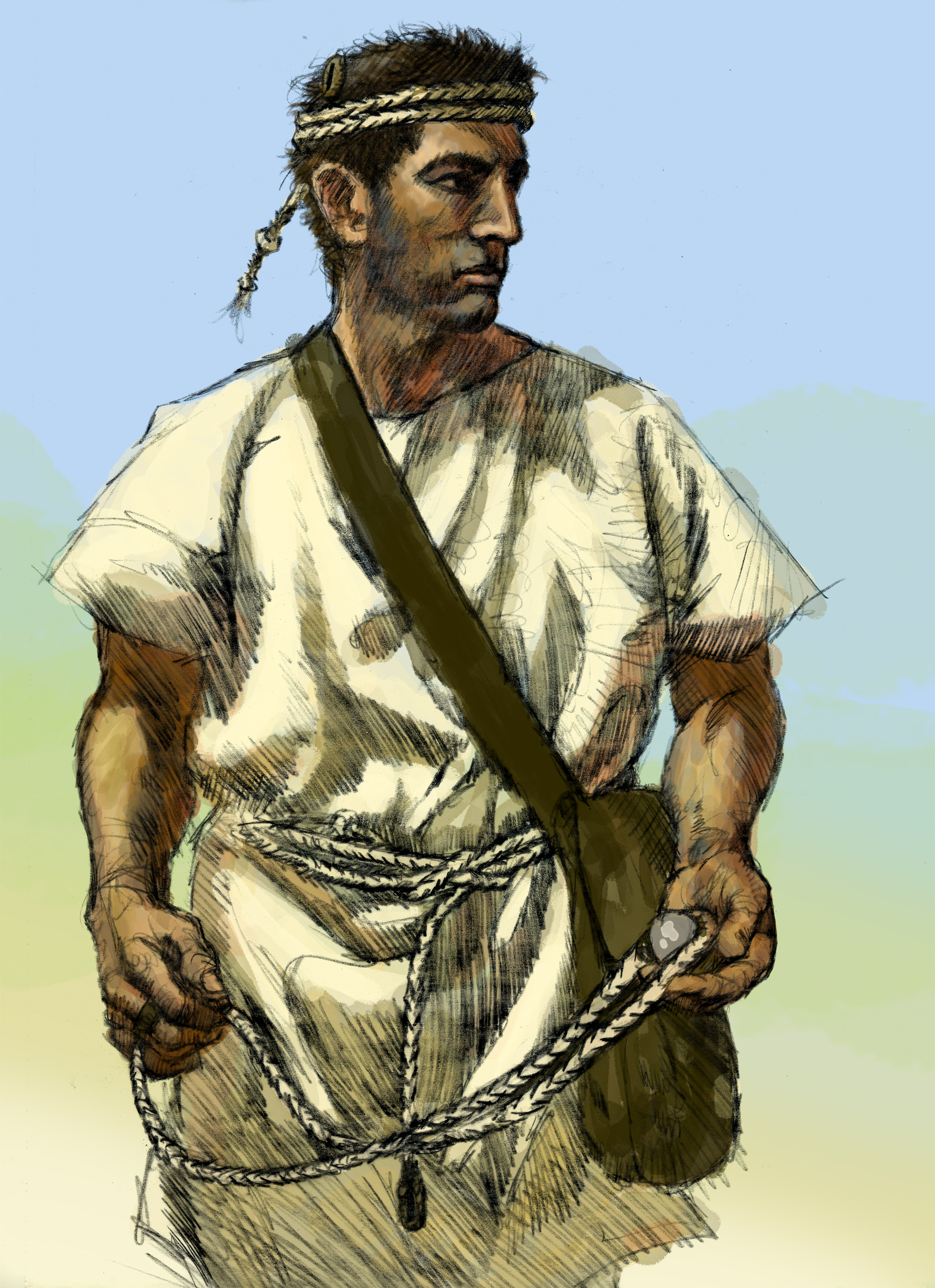
Fromboliere delle Baleari, utilizzate dai Romani a completamento dello schieramento della fanteria pesante e della cavalleria.

Il passo successivo nello sviluppo della macchina da guerra romana fu determinato dalla seconda guerra punica. Le vittorie di Annibale avevano evidenziato le carenze dell'esercito romano, che fino a quel momento si era confrontato con nemici equipaggiati in modo similare al suo, avendo combattuto fino a quel momento contro le popolazioni italiche e della Magna Grecia. La fanteria non era affiancata in modo adeguato da truppe specializzate in armi da lancio, come arcieri (sagittarii) e frombolieri (funditores). Dal 214 a.C. in poi, le armate romane utilizzarono regolarmente unità mercenarie di arcieri di Creta e frombolieri delle Baleari (tanto che gli abitanti di queste isole divennero sinonimo di frombolieri: Baleari fu il termine alternativo a fromboliere nel latino classico). Contemporaneamente la cavalleria romana divenne una forza equipaggiata in modo "pesante", specializzata nella carica. E sebbene fosse formidabile, mancava della flessibilità operativa della cavalleria leggera numida (equites Numidae), tanto ben impiegata da Annibale in collaborazione con quella pesante di Iberi e Galli. Gli anni successivi al 216 a.C., portarono i Romani, secondo quanto ci illustra Polibio, ad una tattica attendista, memori delle pesanti sconfitte subite nelle battaglie campali precedenti. Essi preferirono per i restanti anni della guerra in cui Annibale rimase in Italia (215-203 a.C.), o trincerarsi nei loro accampamenti, città, fortificazioni, oppure muoversi seguendo le armate cartaginesi parallelamente, sempre in zone montane, mai in pianura, non concedendo più al nemico il vantaggio della miglior cavalleria in campo aperto. Dal 206 a.C., quando il re numida, Massinissa, passò dalla parte dei Romani, abbandonando la causa cartaginese (poi fino al III secolo d.C.), le armate romane furono quasi sempre affiancate da unità di cavalleria leggera numida.
Dalla fine della seconda guerra punica (201 a.C.) in poi, gli eserciti repubblicani combatterono esclusivamente fuori dell'Italia romana alla conquista dell'intero bacino del Mediterraneo. Ciò richiese agli uomini di rimanere sotto le armi all'estero per un periodo di tempo maggiore, la qual cosa risultò certamente impopolare per i contadini, costretti a trascurare i loro appezzamenti. La loro pressione politica portò a far passare una legge che prevedesse una ferma militare obbligatoria non più lunga di sei anni consecutivi. Per ovviare a ciò, ci sono prove che l'esercito di questo periodo sia stato reclutato con un elevato numero di volontari, per un servizio di lunga durata. I più interessati si dimostrarono i proletarii, la classe sociale meno abbiente di tutte, priva di possedimenti terrieri e quindi libera da impegni agrari, attirata dalla possibilità di ottenere un ricco bottino durante il servizio militare. Ma i proletarii, sebbene costituissero la classe sociale più numerosa, erano esclusi dal servizio nelle legioni poiché non raggiungevano la soglia minima di ricchezza per accedervi. Sembra che allora la regola della proprietà/ricchezza minima venne abolita per i volontari da questo momento in poi. Ciò risulta evidente nella carriera di Spurio Ligustino, come raccontata da Tito Livio. Questo cittadino romano servì per un totale di ben 22 anni, raggiungendo il grado di centurione Primus pilus, il massimo grado tra i centurioni, anche se possedeva un piccolo appezzamento di terreno di solo un iugum (0,25 ettari), pari a solo la metà dei 2 iugera necessari per costituire la soglia minima di accesso alla carriera militare.

### Rilevanza tattica

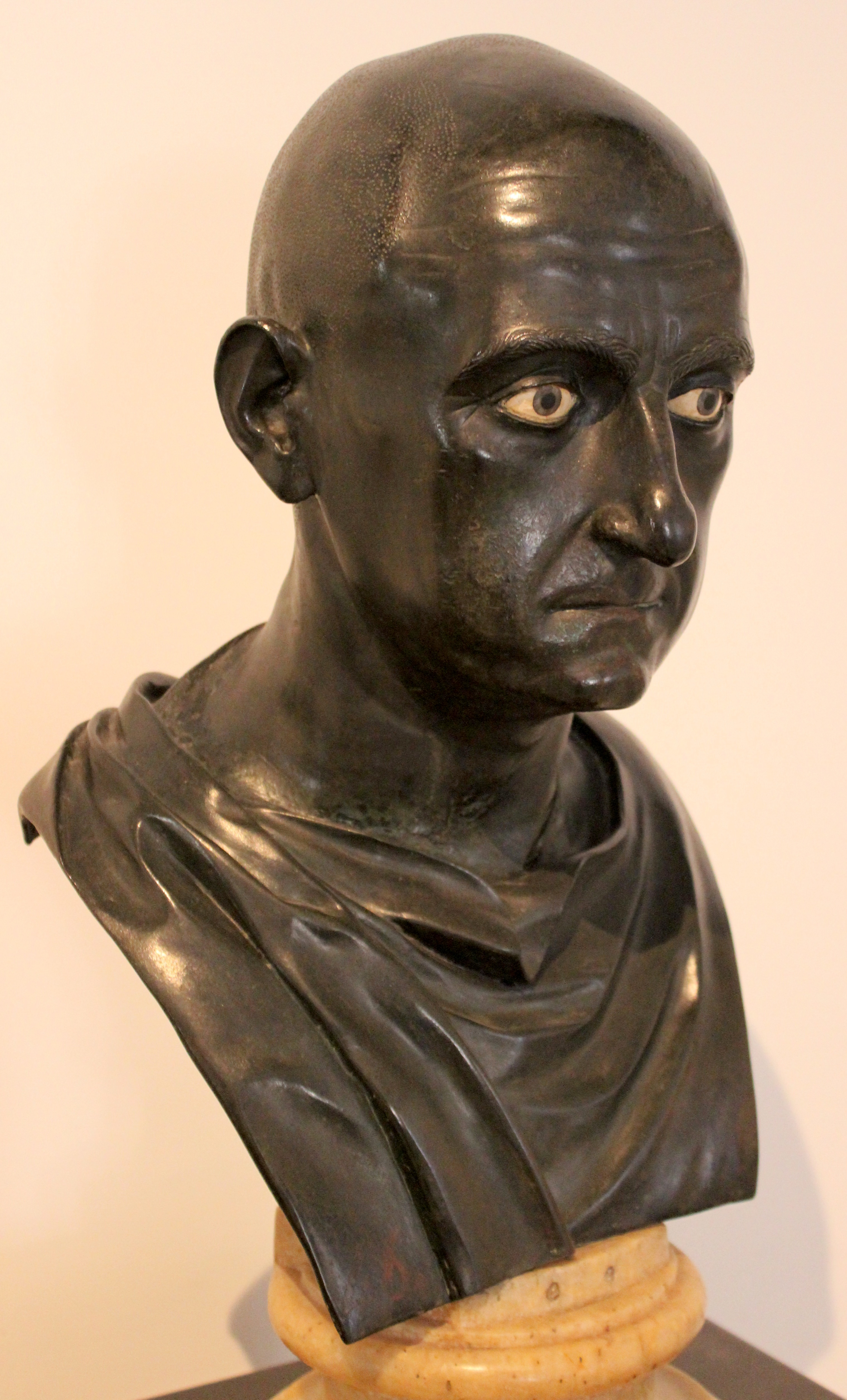
Busto presunto di Scipione l'Africano (Museo Archeologico Nazionale di Napoli), rinvenuto nella Villa dei Papiri di Ercolano. Probabile ritratto di un sacerdote isiaco.

L'esercito manipolare deve il suo nome alle modalità tattiche con cui la sua fanteria pesante era dispiegata in battaglia. I manipoli erano unità di 60/120 uomini, tutti provenienti da una medesima classe di fanteria. I manipoli erano piccoli abbastanza da permettere, sul campo di battaglia, movimenti tattici di singole unità di fanteria, nel contesto del più grande esercito. I manipoli, tipicamente, erano dispiegati in tre ranghi separati (lat.: triplex acies), basati sui tre tipi di fanteria pesante: hastati, principes e triarii.
La grande capacità tattica di Annibale aveva messo in crisi l'esercito romano. Le sue manovre imprevedibili, repentine, affidate alle ali di cavalleria cartaginese e numidica, avevano distrutto numerosi eserciti romani accorrenti, anche se superiori nel numero dei loro componenti, come era avvenuto soprattutto nella battaglia di Canne. Le esigenze straordinarie poste dal nuovo nemico punico, in aggiunta a una penuria di mano d'opera militare, misero in evidenza la debolezza tattica della legione manipolare, almeno nel breve termine. Nel 217 a.C., Roma fu costretta a soprassedere al consolidato principio secondo cui i suoi soldati dovevano essere sia cittadini che possidenti, così che anche gli schiavi furono forzati al servizio in marina.
Il termine esercito manipolare, cioè un esercito basato su unità chiamate manipoli (lat. manipulus singolare, manipuli plurale, da manus, ovvero "mano"), è pertanto utilizzato in contrapposizione con il successivo "esercito legionario" tardo repubblicano e alto imperiale, che era incentrato invece su un sistema di unità chiamate coorti. L'esercito manipolare si basava in parte sul sistema di classi sociali e in parte sull'età e sull'esperienza militare, e rappresentava quindi un compromesso teorico tra il precedente modello basato interamente sulle classi e gli eserciti degli anni che ne erano indipendenti. In pratica, poteva succedere che perfino gli schiavi fossero spinti ad arruolarsi nell'esercito repubblicano in caso di necessità. Normalmente si arruolava una legione all'anno, ma nel 366 a.C. successe per la prima volta che due legioni fossero arruolate in uno stesso anno.
L'organizzazione interna dell'esercito romano descritta da Polibio nel suo VI libro delle Storie, è da datarsi al principio della seconda guerra punica (218-202 a.C.). Non possiamo escludere, però, che tale riorganizzazione (rispetto a quella proposta da Tito Livio, poco sopra), non possa appartenere ad un'epoca antecedente e databile addirittura alla stessa guerra latina (340-338 a.C.), o alla terza guerra sannitica (298-290 a.C.) oppure alla guerra condotta contro Pirro e parte della Magna Grecia (280-272 a.C.). A differenza delle successive formazioni legionarie, composte esclusivamente di fanteria pesante, le legioni della prima e media età repubblicana consistevano di fanteria sia leggera che pesante.
Scipione l'Africano, inviato nel 209-208 a.C. in Spagna Tarraconense per affrontare le armate cartaginesi, reputò necessario cominciare ad apportate delle modifiche tattiche tali da permettergli una maggiore adattabilità in ogni situazione di battaglia. Per questi motivi egli introdusse per primo la coorte, elemento intermedio tra l'intera legione ed il manipolo. Egli andava così riunendo i tre manipoli di hastati, principes e triarii per dare loro maggiore profondità, attribuendo a loro lo stesso ordine.
Si veniva così a creare un reparto più solido ed omogeneo, con gli uomini della prima fila che tornavano a dotarsi di lunghe lance da urto. Ora era importante addestrare le truppe in modo che non vi fossero problemi nel passare all'occorrenza da una disposizione di tipo manipolare ad una coortale e viceversa.

### Struttura della nuova armata
Fino al 200 a.C., l'esercito repubblicano, come quelli precedenti, non fu costituito da forze militari professionali; al contrario si provvedeva ad una leva annuale, attraverso il meccanismo della coscrizione obbligatoria, come richiesto per ogni campagna miliare stagionale, per poi congedare tutti al termine della stessa (sebbene in alcuni casi alcune unità potevano essere mantenute durante l'inverno, e anche per alcuni anni consecutivi, durante le maggiori guerre). Dopo che Roma conquistò dei territori oltremarini in seguito alle guerre puniche, le armate cominciarono ad essere posizionate nelle province chiave in modo stabile, anche se nessun soldato poteva essere mantenuto sotto le armi per più di sei anni consecutivi.
La leva forzata (o mantenuta sotto le armi) ogni anno era normalmente divisa equamente tra i due consoli, ma il Senato poteva aggiungere nuove forze sotto il comando dei pretori. Esisteva poi la possibilità di estendere la durata del comando annuale di entrambe le tipologie di magistrati, nel qual caso gli ex-consili assumevano il titolo di proconsoli, mentre gli ex-pretori quello di propretori. In seguito alle guerre puniche, proconsoli e propretori servirono come governatori delle province romane d'oltremare, al comando di forze militari schierate normalmente per un periodo di tre anni.
E mentre i cittadini romani erano reclutati nelle legioni, i Latini e gli alleati italici erano organizzati in alae (letteralmente: "ali", poiché erano sempre posizionate ai fianchi dello schieramento romano in battaglia). Dai tempi delle guerre sannitiche, quando il numero delle legioni arruolate ogni anno fu raddoppiato a quattro legioni complessive, un normale esercito consolare conteneva due legioni e due alae, vale a dire 20.000 uomini (17.500 fanti e 2.400 cavalieri). In periodi di estrema emergenza, ciascun console poteva essere autorizzato ad arruolare un'armata raddoppiata di quattro legioni, anche se gli alleati (alae) rimanevano sempre di due sole unità; caso eccezionale fu infine durante la battaglia di Canne del 216 a.C., dove ciascun console poté disporre di un'armata di 40.000 uomini.
In battaglia, era costume porre le legioni romane al centro dello schieramento, con le alae latine ai fianchi. Da qui, le due alae in un normale esercito consolare erano nominate dextra (ala destra) e sinistra o laeva (ala sinistra). La cavalleria era invece posta alla destra dell'ala dextra, mentre quella degli alleati italici alla sinistra dell'ala sinistra. La cavalleria di sinistra risultava così più numerosa (in un rapporto di 3 a 1) rispetto a quella di destra, una pratica utilizzata da Annibale a Canne, che pose la sua miglior cavalleria di fronte a quella più piccola romana, avendone la meglio in poco tempo. L'ordine di battaglia di un normale esercito consolare può essere così riassunto come segue:
| Ala sinistra                     | X | fianco sinistro                         | centro-sinistra               | centro-destra                   | fianco destro                         | X | Ala destra                     |
| EQUITES LATINI (1.800 cavalieri) |   | ALA LATINA SINISTRA (circa 4.200 fanti) | LEGIO ROMANA I* (4.200 fanti) | LEGIO ROMANA III* (4.200 fanti) | ALA LATINA DEXTRA (circa 4.200 fanti) |   | EQUITES ROMANI (600 cavalieri) |

Nota: le legioni in un'armata consolare portavano la stessa numerazione, pari o dispari. Nel caso sopra mostrato, l'altro esercito consolare conteneva le legioni II e IV.

## Le unità militari

### Legioni
Le guerre contro le popolazioni degli Osco-Umbri dimostrarono l'inadeguatezza della falange oplitica negli scontri su territori montuosi o nei raids contro i saccheggi, dove il nemico si nascondeva per tendere agguati, restio ad affrontare i Romani in battaglie campali. La pesante sconfitta subita dai Romani di fronte ai Galli nella battaglia dell'Allia nel 390-388 a.C. fu il segnale della necessità di adottare una nuova organizzazione di combattimento.
E così durante le guerre sannitiche, tra la fine del IV secolo e l'inizio del III secolo a.C., l'esercito romano venne diviso in manipoli (manipuli, da manus = "mano"; unità base del nuovo esercito romano), e smise di combattere con la modalità falangitica. I manipoli erano composti agli inizi da 60 uomini, divisi in due centurie di 30 (fino a quando gli effettivi non furono raddoppiati), in modo da formare una linea di combattimento più flessibile. I manipoli erano poi separati tra loro da intervalli e disposti comunque in maniera autonoma.
C'erano 10 manipoli su ciascuna delle tre linee dello schieramento prima della battaglia, tra hastati, principes e triarii, per un totale di 30 manipoli in ciascuna legione. I manipoli delle prime due linee (hastati e principes) avevano il doppio degli uomini (120, pari a due centurie di 60 uomini ciascuna) rispetto a quelli della terza linea di triarii (60).
Se una legione era composta da 5.000 uomini, i manipoli delle prime due linee erano incrementati a 160 uomini ciascuna. Gli hastati erano costituiti da armati più giovani (fino a 25 anni); i principes da uomini di età compresa tra i 26-35; e i triarii dagli uomini più vecchi e di maggiore esperienza (36-46). Vediamo ora nel dettaglio le descrizioni fornite da Livio e Polibio.
Le fonti antiche sono molto chiare: un manipolo possedeva un solo signum o stendardo. Infatti il termine signum venne usato anche come sinonimo di manipulus. Pertanto il ruolo del secondo signifer del manipolo, era semplicemente un sostituto del primo, nel caso in cui quest'ultimo fosse caduto in combattimento. Ecco come Polibio spiega la presenza di due centurioni per ogni manipolo, enfatizzando il fatto che il più anziano fosse il comandante dell'intero manipolo. Inoltre se ogni manipolo era formato da due centuriae, quella dei triarii conteneva solo 30 uomini ciascuna, poco verosimile per un'unità che nominalmente doveva contenerne 100. Quindi è possibile che le centuriae non esistessero in questo periodo e fossero rimpiazzate totalmente dai manipoli.

#### Legione liviana (340-338 a.C.)

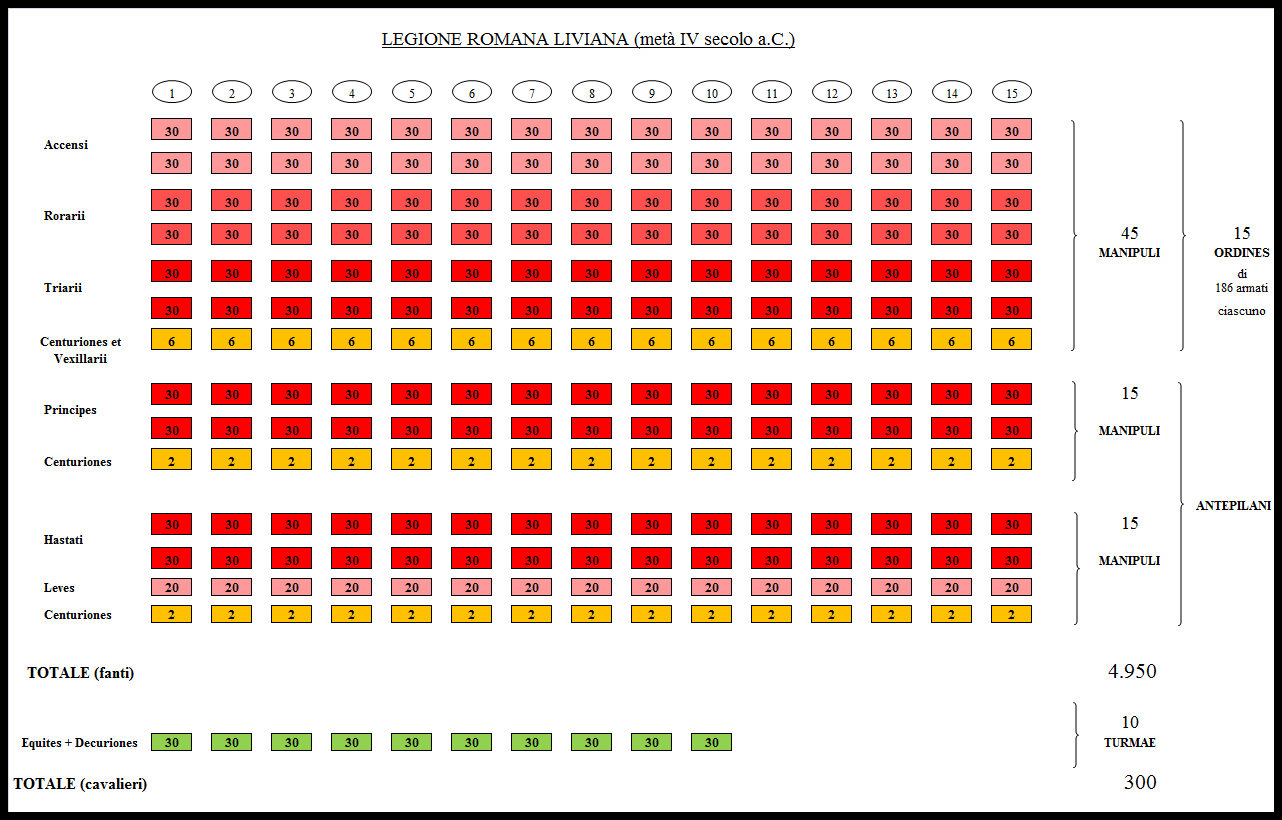
La legione manipolare liviana al tempo della guerra latina (340-338 a.C.).

Secondo Tito Livio, attorno alla metà del IV secolo a.C., durante la guerra latina, le legioni erano composte da 5.000 fanti e 300 cavalieri. Era utilizzata all'interno della legione, la formazione manipolare (dal latino manipulus). La legione a sua volta era divisa in tre differenti schiere:
1. la prima era costituita dagli Hastati ("il fiore dei giovani alle prime armi", come racconta Livio[43]) in formazione di quindici manipoli (di 60 fanti ciascuno[41]) oltre a 20 fanti armati alla leggera (dotati di lancia o giavellotti, non invece di scudo), chiamati leves.[44]
2. la seconda era formata da armati di età più matura, chiamati Principes, anch'essi in formazione di quindici manipoli, tutti forniti di scudo ed armi speciali.[43] Queste prime due schiere (formate da 30 manipoli) erano chiamate antepilani.[45]
3. la terza era formata da altri quindici "ordini", formati ciascuno da 3 manipoli (il primo di Triarii, il secondo di Rorarii ed il terzo, di Accensi) di 60 armati ognuno.[45] Ognuna di queste quindici unità constava di due vessilliferi e quattro centurioni, per un totale di 186 uomini. I Triari erano soldati veterani di provato valore, i Rorarii, più giovani e meno esperti, ed infine gli Accensi, ultima schiera di scarso affidamento.[46]

#### Legione polibiana (218-216 a.C.)

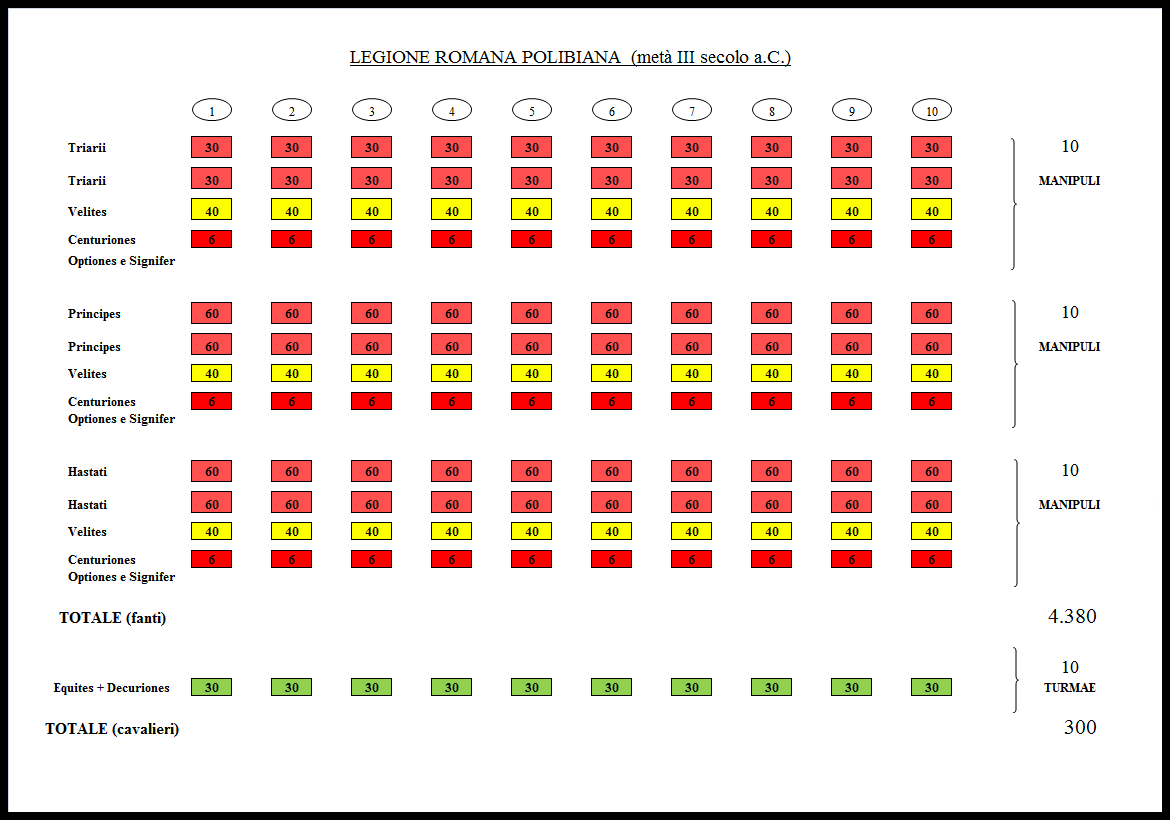
La legione manipolare polibiana al principio della seconda guerra punica (218 a.C.).

Secondo Polibio, al principio della seconda guerra punica (218-202 a.C.), le legioni erano composte da 4.200 fanti (portati fino a 5.000, in caso di massimo pericolo come nella battaglia di Canne) e da 300 cavalieri. I fanti erano poi suddivisi in quattro differenti categorie, sulla base della classe sociale/equipaggiamento ed età:
1. primi ad essere arruolati erano i Velites, in numero di 1.200[51] (tra i più poveri ed i più giovani),[52] e che facevano parte delle tre schiere principali (Hastati, Principes e Triarii), in numero di 20 per ciascuna centuria (pari a 40 per manipolo o 400 per schiera).[24][53]
2. seguono gli Hastati, il cui censo ed età erano ovviamente superiori,[52] in numero di 1.200,[51] pari a 10 manipoli.[54] Formavano tipicamente la prima linea nello schieramento in battaglia. Ciascun manipolo astato era formato da 40 unità, con una profondità di tre uomini.[55]
3. poi vengono i Principes, di età più matura,[52] sempre in numero di 1.200,[51] pari a 10 manipoli.[54] Costituivano tipicamente il secondo blocco di soldati nello schieramento offensivo.[55] Ciascuno dei manipoli di tipo principes era formato da un rettangolo largo 12 unità e profondo 10.[55]
4. ed infine i Triarii, i più anziani,[52] in numero di 600 (pari a 10 manipoli[54]),[51] non aumentabile nel caso in cui la legione fosse incrementata nel suo numero complessivo (da 4.200 fanti a 5.000), a differenza di tutte le altre precedenti classi, che potevano passare da 1.200 a 1.500 fanti ciascuna.[56] Un manipolo di triarii era diviso in due formazioni, ciascuna larga 6 unità e profonda 10.[55]

Le tre classi di unità tattiche conservavano forse qualche vago parallelo con le divisioni sociali della società romana, ma almeno ufficialmente le tre linee erano basate sull'età e l'esperienza piuttosto che sulle classi sociali. Gli uomini giovani e inesperti servivano tra gli hastati, gli uomini più anziani e con qualche esperienza militare erano impiegati come principes, mentre le truppe dei veterani, di età avanzata e con esperienza, rifornivano i triarii.

### Cavalleria

#### Legionaria di cittadini romani

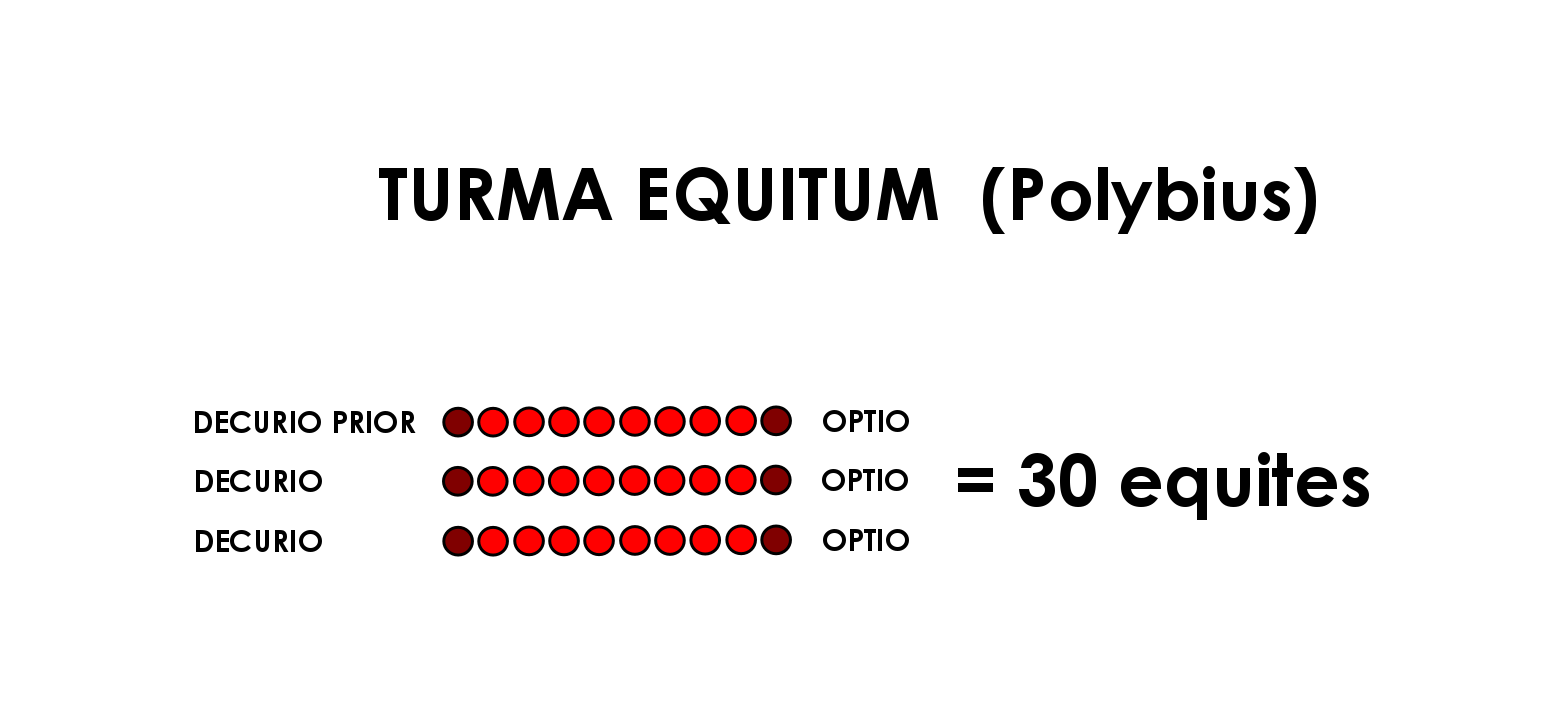
Turma di 30 equites.

Con la riforma manipolare descritta da Livio e da Polibio, la cavalleria tornò a disporre di 300 cavalieri per ciascuna legione. Erano divisi in dieci squadroni, a capo dei quali erano posti tre comandanti (decuriones), i quali a loro volta scelgono tre comandanti della retroguardia (optiones). Il primo ufficiale comandava lo squadrone di trenta elementi, mentre gli altri due svolgevano la funzione di decadarchi, e tutti e tre erano chiamati decurioni, dove ciascuno era a capo di 10 cavalieri (turma). In caso di assenza del più alto in grado, gli succedeva il secondo e poi il terzo.
Vi erano poi le alae degli alleati, ciascuna contenente 900 cavalieri, pari a tre volte le dimensioni del contingente legionario. Gli alleati in sostanza costituiva i tre quarti dell'intero contingente di cavalleria di un'armata consolare.
I cittadini romani erano, inoltre, obbligati a prestare servizio militare, fino al quarantaseiesimo anno di età, per almeno 10 anni per i cavalieri. Con la riforma mariana dell'esercito romano, veniva abolita la cavalleria legionaria, sostituita però con speciali corpi di truppe ausiliarie o alleate, a supporto e complemento della nuova legione romana. A causa della concentrazione nelle legioni di cittadini, di una forza di fanteria pesante, le armate romane dipendevano dall'affiancamento di cavalleria ausiliaria di supporto. Per necessità tattica, le legioni erano quasi sempre accompagnate da un numero eguale o superiore di truppe ausiliarie più leggere, che erano reclutate fra i non cittadini dei territori sottomessi, oltre a contingenti di cavalleria alleata.
La cavalleria romana era, infine, arruolata principalmente tra la più facoltosa classe degli equestri, ma, a volte, contributi addizionali alla cavalleria erano forniti da socii e Latini della penisola italiana. Esisteva una classe addizionale di truppe, gli accensi (detti anche adscripticii e, in seguito, supernumerarii) che seguivano l'esercito senza specifici ruoli militari e che erano dispiegati dietro i triarii. Il loro ruolo di accompagnatori dell'esercito era soprattutto nel colmare eventuali lacune che potevano verificarsi nei manipoli, ma sembra che siano stati occasionalmente impiegati anche come attendenti degli ufficiali.

### Alleati:alaedisocii
Gli alleati di Roma (dal latino socii) giocarono molto presto, nella storia di Roma repubblicana una parte rilevante nelle campagne annuali delle guerre su grande scala. Essi erano obbligati a fornire contingenti di fanti pari a quelli dei legionari (per un totale di due legioni di 4.200/5.000 fanti ciascuna), e di cavalieri tre volte superiori (pari a 900 armati). Queste unità militari erano chiamate alae, poiché erano poste alle "ali" dello schieramento. Ecco come Aulo Gellio ne spiega il loro significato etimologico:
(Aulo Gellio, Noctes Atticae , XVI, 4.)
Gli alleati si riunivano nello stesso luogo dei Romani e i consoli nominavano ciascuno dodici ufficiali (sei per ogni ala, similmente a quanto accade per i sei tribuni di legione), chiamati praefecti sociorum, che provvedessero alla loro organizzazione e addestramento. Essi, per prima cosa, scelgono tra i cavalieri e fanti alleati, quelli che reputano più idonei a prestare ai consoli un servizio effettivo. Queste truppe vendono chiamate extraordinarii, che significa truppe scelte. Queste ultime erano costituite da un terzo di cavalieri e un quinto dei fanti. Tutte le altre truppe alleate sono divise in due parti, che chiamano l'una, "ala destra", l'altra, "ala sinistra".
Sappiamo, inoltre, sempre da Polibio, che se ai cavalieri romani erano date razioni mensili per sette medimni di orzo e due di grano, agli alleati (socii) invece erano dati gratuitamente un medimno ed un terzo di frumento, oltre a cinque di orzo al mese. Agli alleati tutto questo viene dato in regalo. Nel caso dei Romani, invece, il questore detraeva dallo stipendium il prezzo stabilito per il grano, il vestiario e per ogni arma di cui avessero bisogno.

### Nascita della marina militare

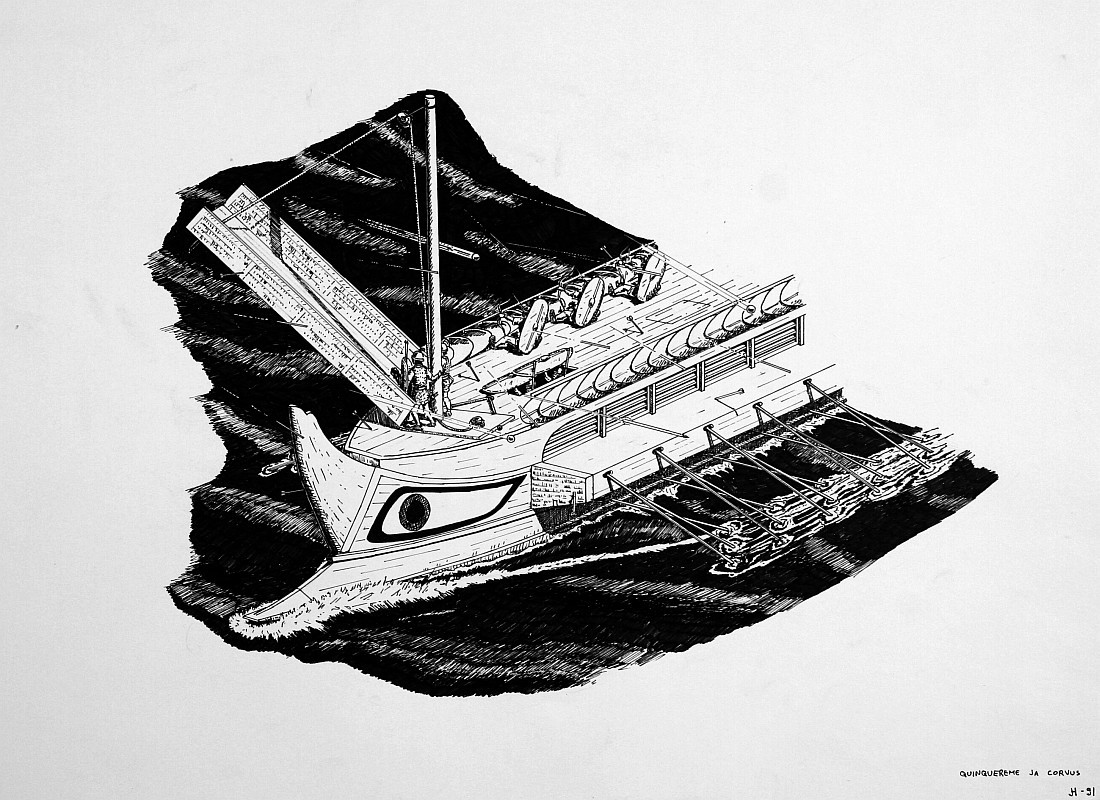
Una trireme con un corvus (ponte per abbordare le navi avversarie). L'utilizzo di quest'arma negò ai Cartaginesi la loro superiore esperienza navale e permise ai Romani di vincere la guerra, per il dominio della parte occidentale del Mediterraneo.

L'origine esatta della marina militare romana è oscura. Esistono evidenze di prime navi romane a partire dagli inizi del IV secolo a.C., quando una nave da guerra romana condusse una sua ambasceria fino a Delfi nel 394 a.C., sebbene la flotta romana non fosse ancora all'altezza di altre presenti a quell'epoca nel Mediterraneo. La data di nascita tradizionale sembra essere attorno al 311 a.C., quando, dopo la conquista della Campania, a due nuovi ufficiali, i duumviri navales classis ornandae reficiendaeque causa, fu affidato il compito di mantenere la flotta costituita. Come risultato, la Repubblica romana ebbe la sua prima flotta permanente, che consisteva di 20 imbarcazioni, la maggior parte triremi, con ciascun duumvir al comando di uno squadrone di 10 navi. Comunque, la Repubblica continuò a fare affidamento sulle sue legioni, mentre la marina si limitava a combattere la sola pirateria, non avendo ancora raggiunto risultati significativi e venendo poi facilmente battuta dai Tarentini nel 282 a.C..
La prima spedizione navale oltre i confini dell'Italia romana, avvenne nella vicina isola della Sicilia nel 264 a.C., portando allo scoppio della prima guerra punica, rompendo di fatto l'antico trattato con i Cartaginesi. La guerra durò fino al 241 a.C.. A quel tempo, la città di Cartagine deteneva il dominio incontrastato della parte occidentale del bacino del Mediterraneo, dalla Sicilia alle colonne d'Ercole, oltre ad avere un'esperienza e forza navale considerevoli. Roma, al contrario, non disponeva di una forza navale adeguata. Così, nel 261 a.C., il Senato di Roma decise di far costruire un'imponente flotta, costituita da ben 100 quinqueremi e 20 triremi. Come ci racconta lo storico greco Polibio, i Romani, dopo aver catturato una quinquereme cartaginese che era affondata, la utilizzarono come modello per la costruzione delle loro navi. Le nuove flotte erano comandate da magistrati eletti annualmente, che utilizzavano l'esperienza navale di ufficiali di rango inferiore, reperiti soprattutto tra i socii navales della Magna Grecia. Tale pratica proseguì fino a buona parte dell'Alto Impero romano, come risulta anche dalla numerosa terminologia greca utilizzata nell'ambito navale e militare.
Nonostante il grande impegno di risorse iniziali, gli equipaggi romani rimasero inferiori ai Cartaginesi, non potendo eguagliare le loro tattiche navali, per manovrabilità ed esperienza. I Romani decisero così di trasformare la guerra in mare a loro vantaggio, equipaggiando tutte le loro imbarcazioni con un grande "ponte levatoio ad uncino" per agganciare la nave nemica, il cosiddetto corvus, sviluppato in precedenza dai Siracusani contro gli Ateniesi (da qui potrebbe essere derivata la sambuca, arma d'assedio). Ciò permise di trasformare un combattimento di mare in una specie di combattimento terrestre, dove i legionari romani risultarono nettamente superiori ai loro avversari. Tuttavia, si ritiene che il corvus desse anche grande instabilità alle navi, con il rischio di capovolgerle in mari particolarmente agitati.
E così, nonostante il grande impegno, il primo scontro avvenuto al largo delle isole Lipari (nel 260 a.C.), si risolse con una sconfitta per Roma, anche se le forze coinvolte furono relativamente piccole. In seguito, con l'applicazione del corvus, la neonata flotta romana, sotto il comando del console Gaio Duilio, riuscì a battere i Cartaginesi presso Milazzo. Da questo momento in poi le sorti della guerra cominciarono ad essere favorevoli a Roma, che vinse altre battaglie: a Sulci (258 a.C.), Tyndaris (257 a.C.) e Capo Ecnomo (256 a.C.), in cui la flotta romana, sotto i consoli Marco Attilio Regolo e Lucio Manlio, inflisse una devastante sconfitta ai Cartaginesi. Questa serie di successi permise a Roma di portare la guerra in Africa, poco distante da Cartagine. E così, se da una parte la marina romana maturava una significativa esperienza, pur soffrendo un certo numero di pesanti perdite a causa di tempeste improvvise, dall'altra, la flotta cartaginese ne soffriva il pesante logoramento, fino alla sconfitta finale presso le Isole Egadi (nel 241 a.C.).
Il solo grande utilizzo della flotta romana durante la seconda guerra punica avvenne per il blocco navale della città della Magna Grecia di Siracusa, dove i Romani impiegarono ben 130 navi sotto il comando del console Marco Claudio Marcello, per due lunghi anni. Si racconta che, a difesa della città, vi fosse quel genio matematico di Archimede, il quale, oltre a disporre numerose armi da lancio sulle mura della città, come balliste, catapulte e scorpioni, creò nuove "macchine da guerra" come la manus ferrea o gli specchi ustori, con cui si dice mise in seria difficoltà gli attacchi romani, sia per mare, sia per terra. I Romani, dal canto loro, tentavano gli assalti via mare con le quinqueremi e l'uso di sambuche. Ecco come ci racconta una fase dell'assedio Polibio:

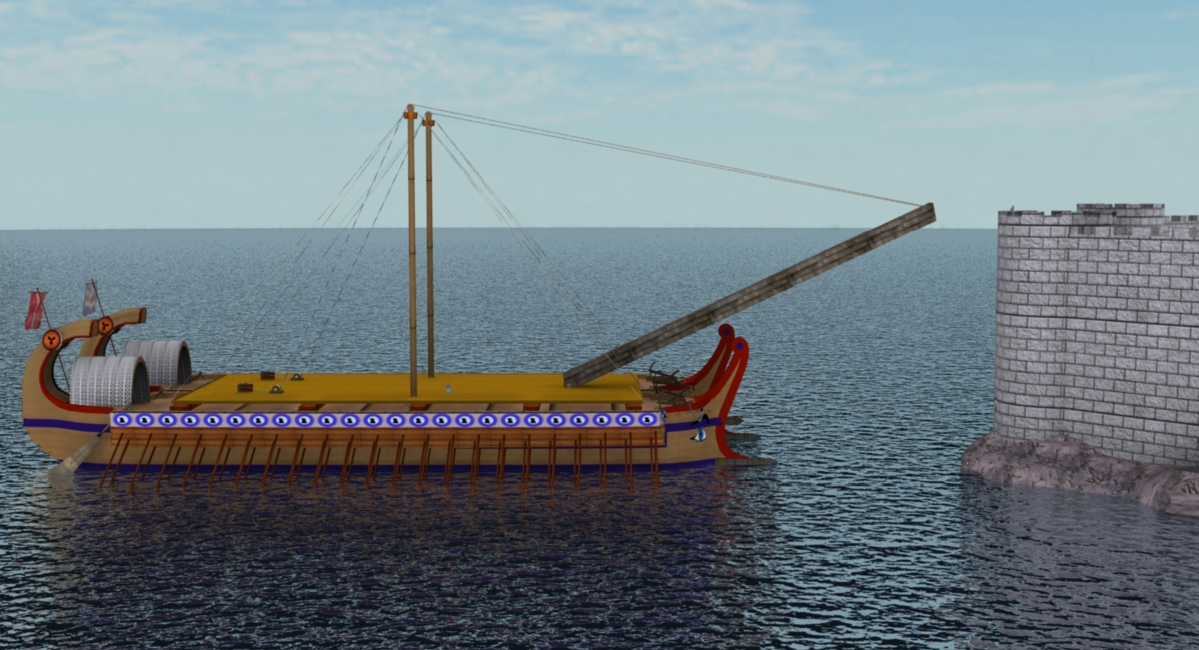
Ricostruzione di una sambuca di tipo ellenistico, montata in questo caso su due navi da guerra affiancate

(Polibio, VIII, 5.)

## Arruolamento

### Leva obbligatoria e censo
L'esercito repubblicano di questo periodo, come pure quello precedente, non era formato da forze professionali stabili, al contrario ogni anno venivano reclutate con una leva obbligatoria nel Campo Marzio sotto la supervisione dei due consoli, prima dell'inizio di ogni campagna militare e poi sciolte al termine delle stesse, salvo quando era in corso una campagna militare di grandi proporzioni (come nel caso della seconda guerra punica, in Italia e in Spagna). In quest'ultimo caso le formazioni militari erano mantenute in vita anche durante l'inverno.
I cittadini romani di età compresa tra i 17 e i 46 anni, erano obbligati a prestare servizio militare per non meno di 6 anni, potendo arrivare a 10 anni per i cavalieri e 16 anni per i fanti (20 anni in caso di pericolo estremo). Di tutte le classi sociali, le truppe più povere andarono a costituire i velites (fanteria leggera), che non portava un'armatura e il cui equipaggiamento era il meno costoso di tutte le altre fanterie pesanti. Quelli invece che appartenevano alla classe più ricca ed erano in grado di permettersi un cavallo, fecero parte della cavalleria. La maggior parte, infine, dei fanti romani proveniva da famiglie di piccoli contadini-proprietari terrieri. Erano esclusi dal servizio militare legionario coloro che avevano un censo inferiore alle 400 dracme (paragonabili a 4.000 assi secondo il Gabba), ma potevano essere impiegati nel servizio navale.
Tutti gli ufficiali, compresi i comandanti in capo dell'esercito, i due consoli, erano eletti ogni anno dall'assemblea del popolo romano. Il cursus honorum senatoriale prevedeva che nessuno potesse intraprendere la carriera politica senza aver prestato almeno 10 anni di servizio militare. Gli Iuniores (16-46 anni) delle principali classi sociali (equites e prima classe) erano preposti a formare la cavalleria legionaria, le altre classi la fanteria legionaria. I proletarii (la classe meno abbiente e più numerosa, il cui reddito era inferiore alle 400 dracme) erano normalmente assegnati alla flotta, come rematori, dove non era richiesto un equipaggiamento. Vecchi, vagabondi, liberti, schiavi e condannati erano esclusi dal servizio militare, salvo in caso di emergenza come nel caso della seconda guerra punica, dove gli stessi proletarii vennero arruolati nelle legioni. Dopo la fine di questa guerra anche questi ultimi vennero ammessi nelle legioni come volontari.

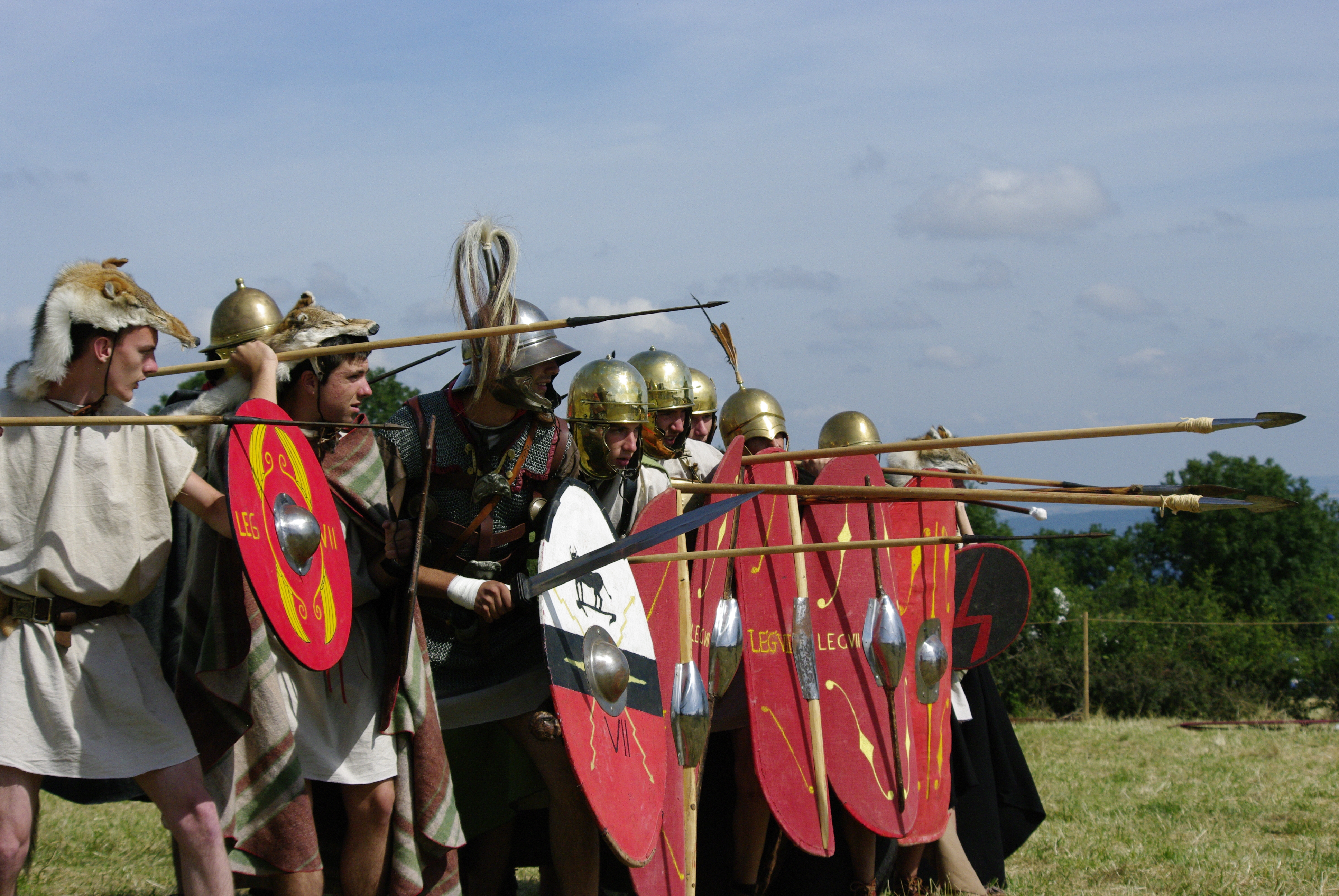
Ricostruzione storica di alcuni velites (a sinistra), un cavaliere con elmo beotico-pseudocorinzio con pennacchio di coda di cavallo (al centro), almeno cinque hastati (a destra) e un princeps (con penne sull'elmo).

I tribuni militari eletti annualmente, erano 24 (quattordici dei quali con cinque anni di servizio e dieci con dieci anni di servizio), sei per ciascuna delle 4 legioni arruolate e disposte lungo lungo i fronti settentrionali, meridionali e a difesa dell'Urbe. L'arruolamento delle 4 legioni avveniva con l'estrazione a sorte delle tribù tra i 24 tribuni militari, e quella che era stata via via sorteggiata era chiamata dal singolo tribuno.
Al termine della seconda guerra punica vi fu una nuova riduzione del censo minimo richiesto per passare dalla condizione di proletarii (o capite censi) ad adsidui, ovvero per prestare il servizio militare all'interno delle cinque classi, come aveva stabilito nel VI secolo a.C., Servio Tullio. Si era, infatti, passati nel corso di tre secoli da un censo minimo di 11.000 assi ai 4.000 degli anni 214-212 a.C. (pari alle 400 dracme argentee di Polibio alla fine del III secolo a.C.) fino ai 1.500 assi riportati da Cicerone e databili agli anni 133-123 a.C., a testimonianza di una lenta e graduale proletarizzazione dell'esercito romano, alla continua ricerca di armati, in funzione delle nuove conquiste nel Mediterraneo. A questo punto, quindi, è chiaro che molti dei proletari ex nullatenenti erano stati nominalmente ammessi tra gli adsidui.
Durante il II secolo a.C., il territorio romano conobbe un generale declino demografico, in parte dovuto alle enormi perdite umane subite nel corso di varie guerre. Questo si accompagnò a forti tensioni sociali e al più grave collasso delle classi medie nelle classi censuarie inferiori o nel proletariato. Quale conseguenza, sia la società romana, sia il suo esercito, divennero sempre più proletarizzate. Roma fu costretta ad armare i propri soldati a spese dello stato, dal momento che molti di quelli che componevano le sue classi inferiori erano di fatto proletari impoveriti, troppo poveri per permettersi un proprio equipaggiamento.
La distinzione tra i tipi di fanteria pesante degli hastati, dei principes e dei triarii, iniziò a diventare meno evidente, forse perché era lo stato ad assumersi ora l'onere di fornire un equipaggiamento standard per tutti, tranne che per la prima classe di truppe, l'unica in grado di permettersi autonomamente un equipaggiamento. Al tempo di Polibio, i triarii o i loro successori rappresentavano un tipo distinto di fanteria pesante armati con un unico tipo di corazza, mentre gli hastati e i principes erano divenuti ormai indistinguibili.
In aggiunta, la carente disponibilità di manodopera militare appesantì il fardello sulle spalle degli alleati (socii), a cui toccava procurare le truppe ausiliarie. Quando, in questo periodo, alcuni alleati non erano in grado di fornire il tipo di forze richiesto, i Romani non furono contrari ad assoldare mercenari per farli combattere al fianco delle legioni. Dopo la battaglia di Canne, a causa della penuria dei soldati, vennero arruolati 8.000 servi.

### Luogo di riunione
I tribuni, dopo aver ripartito gli uomini secondo il loro censo ed aver loro ordinato di armarsi, li rimandano a casa propria. Giunto il giorno nel quale essi devono riunirsi, secondo il giuramento fatto, nel luogo ordinatogli da ciascuno dei due consoli, uno per magistrato, poiché a ciascuno è affidata una parte degli alleati (socii) e due delle legioni romane. Gli arruolati sono obbligati a presentarsi al raduno, poiché non è ammessa alcuna scusante all'infuori degli auspici contrari e dei casi di forza maggiore, ora che hanno prestato giuramento di prestar servizio sotto le armi.

### Condizioni di servizio

#### Legionari
In una fase iniziale, la Res publica si assunse il costo di armi e armature, probabilmente quando venne introdotta per la prima volta la paga, sia per la fanteria che per la cavalleria (durante l'assedio di Veio degli inizi del IV secolo a.C.). Non è però chiaro se il costo di armi e armatura venne poi dedotto dalla paga: sicuramente ciò avvenne per cibo, abiti e equipaggiamento. Armatura e armi vennero fornite certamente al tempo della seconda guerra punica, durante la quale venne ignorato il livello minimo del censo, a causa della carenza di disponibilità di uomini arruolabili. Tutto ciò probabilmente continuò anche dopo questa guerra, almeno per quanto riguarda i volontari.
I giovani fanti (Iuniores) che avevano un'età compresa tra i 16 e 46 anni, potevano prestare servizio per un massimo di 16 campagne, ma non per più di 6 consecutive, fino all'età di 46 anni; ciò poteva essere esteso fino a 20 anni in caso di emergenza (gli uomini che avevano più di 46 anni, erano conosciuti come seniores, ed erano arruolabili solo in caso di emergenza). Al termine del servizio veniva concesso un premio per il congedo onorevole (honesta missio) che poteva consistere in un terreno o una somma di denaro.
Sappiamo che durante la seconda guerra punica, i resti delle legioni che si erano comportate in modo ignominioso davanti al nemico, come quelle dell'esercito di Gneo Fulvio Flacco (che nel 212 a.C. erano state vergognosamente sconfitte in Apulia), o quelle della battaglia di Canne (nel 216 a.C.), il senato decretò che la fine del loro servizio militare coincidesse con quello della guerra. A questa categoria di soldati venne quindi impedito, in segno di ignominia, di svernare nelle città o di porre i propri accampamenti invernali (hiberna) a meno di 10.000 passi da qualunque città.
Al tempo di Polibio, la paga era fissata a 2 oboli al giorno, ovvero un terzo di una dracma (un denario dopo il 211 a.C.), per il periodo in cui erano sotto le armi. In aggiunta, ogni fante aveva diritto ad una quota del bottino di guerra (i prigionieri erano venduti come schiavi, oltre ad animali, tesori, armi e altri beni), che veniva messo all'asta e il ricavato distribuito agli ufficiali e agli uomini secondo vari criteri. I centurioni ricevevano il doppio della paga dei propri uomini, vale a dire 4 oboli ovvero due-terzi di una dracma al giorno. Quanto alla razione di viveri, ai fanti erano distribuiti circa due terzi di un medimno attico di grano al mese.

#### Cavalieri
La cavalleria legionaria durante questo periodo venne creata esclusivamente sulla base delle due classi più ricche, l'ordine equestre e la prima classe. Quest'ultima classe venne utilizzata per fornire nuovi cavalieri quando l'ordine equestre non fu più sufficiente. Ciò potrebbe essersi verificato attorno al 400 a.C., e certamente al tempo delle guerre sannitiche, quando l'arruolamento di cavalieri romani venne raddoppiato a 1.200 uomini, da affiancare alle 4 legioni complessive. Secondo quanto riferisce Theodor Mommsen, alla prima classe di iuniores fu probabilmente richiesto di unirsi ai cavalieri.
Come per la fanteria, la paga venne introdotta anche per la cavalleria attorno al 400 a.C., ed era di una dracma al giorno, tre volte quanto prendeva un fante. Quanto alla razione di viveri, ai cavalieri erano distribuiti sette medimni di orzo e due di grano. I cavalieri potevano essere arruolati per un massimo di 10 campagne, fino all'età di 46 anni.
La seconda guerra punica creò tensioni sociali, come mai prima di allora, compreso l'ordine equestre e la prima classe. Durante le prime fasi devastanti della marcia di Annibale in Italia (218-216 a.C.), migliaia di cavalieri romani furono uccisi sui campi di battaglia. Le perdite furono particolarmente numerose nell'ordine equestre, che provvedeva a fornire anche ufficiali seniores all'esercito romano. Livio racconta come, dopo la battaglia di Canne, gli anelli d'oro (elemento distintivo del rango equestre), recuperati dai cadaveri dei cavalieri romani formarono un tesoretto di grandi dimensioni, pari a un modio (circa 9 litri). Negli anni successivi (214-203 a.C.), misero in campo annualmente non meno di 21 legioni, tra Italia e province d'oltre mare, con un contingente di cavalleria romana pari almeno a 6.300. Questo avrebbe richiesto che l'ordine equestre fornisse almeno 252 ufficiali seniores (126 tribuni militum, 63 decuriones e 63 praefecti sociorum), oltre ai comandanti d'armata (consoli, pretori, questori, proconsoli, ecc.). Fu probabilmente da questo momento che i cavalieri divennero in gran parte una classe di ufficiali, mentre la cavalleria legionaria cominciò ad essere fornita principalmente da quelli della sola prima classe.

## Uomini e gerarchie militari

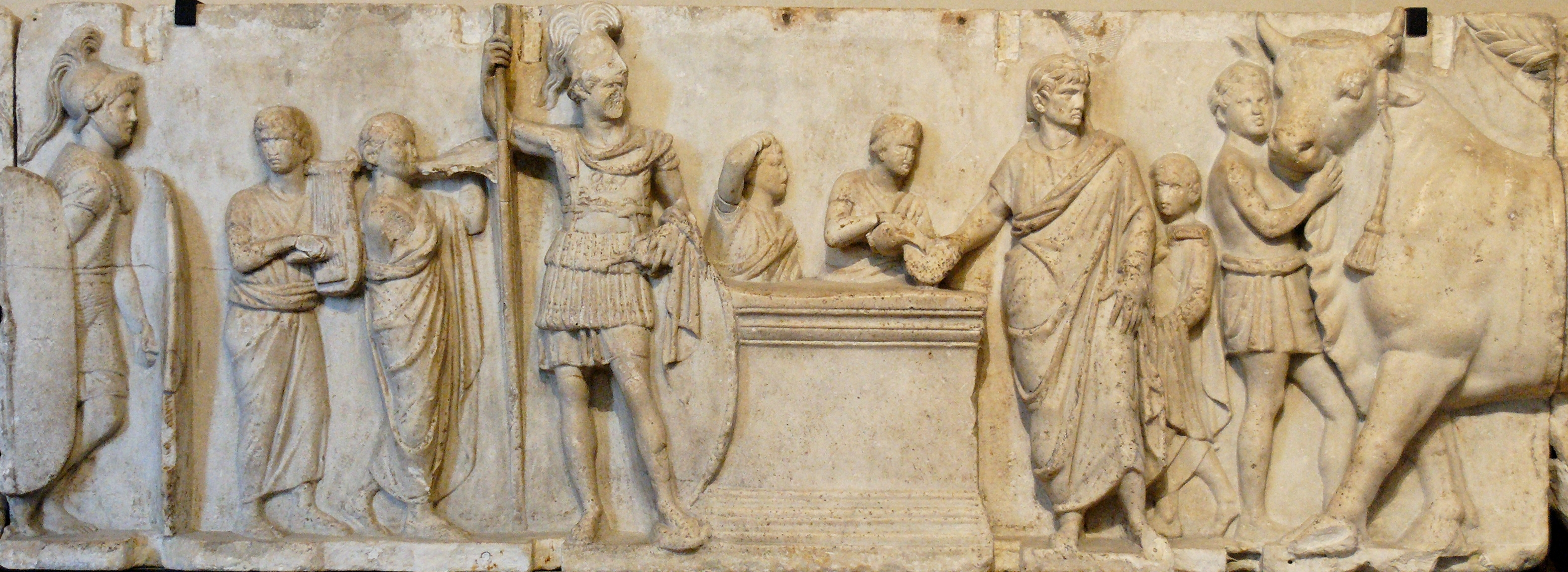
Ufficiale al tempo di Polibio (al centro), come rappresentato sul basso-rilievo dell'altare di Domizio Enobarbo (122 a.C. circa). Molto probabilmente si tratti di un tribunus militum di una legione romana. Nota le piume dell'elmo attico, la corazza di bronzo, il mantello, la fascia indica l'appartenenza all'ordine equestre. Il soldato di sinistra indossa una versione italica dell'elmo corinzio (Museo del Louvre, Parigi).

Il cursus honorum prevedeva che nessuno potesse intraprendere la carriera politica senza aver prestato almeno 10 anni di servizio militare. Premesso ciò, a capo della gerarchia militare vi erano i due consoli della Repubblica, i magistrati ordinari più alti in grado. Erano eletti ogni anno dai comizi centuriati e detenevano il supremo potere sia in materia civile sia militare. Dopo la loro elezione, ottenevano l'imperium dall'assemblea. Ciascuno di loro era a capo di due delle quattro legioni che normalmente venivano arruolate, almeno fino alla prima guerra punica. A partire dal 227 a.C., in seguito alla creazione delle prime province romane di Sicilia e Sardegna e Corsica, i pretori (praetores), che in precedenza avevano avuto funzioni giudiziarie, ottennero la possibilità di amministrare e comandare le armate provinciali.
Secondo nella gerarchia era un tribuno esperto, il tribuno laticlavio (tribunus laticlavius), di rango senatorio, coadiuvato da altri cinque tribuni, detti angusticlavi (da angustum, a denotare il fatto che la striscia purpurea sulla tunica indicante il rango equestre fosse più stretta). I tribuni militari eletti annualmente, erano 24 (quattordici dei quali con cinque anni di servizio e dieci con dieci anni di servizio), sei per ciascuna delle 4 legioni arruolate e disposte lungo lungo i fronti settentrionali, meridionali e a difesa dell'Urbe. In quegli anni in cui furono arruolate più di quattro legioni, ai tribuni venne affidato il comando delle legioni aggiuntive, poste sotto il comando generale dei consoli. Coppie di tribuni si alternavano nel comando della loro legione, ogni due mesi.
Ogni manipolo "polibiano" di hastati, principes e triarii era composto da due centurie, ciascuna comandata da un centurione (centuriones, letteralmente "comandante di 100 uomini") più anziano, detto prior (per la prima centuria) e uno più giovane, detto posterior (per la seconda), i quali erano eletti dai membri dell'unità. Queste sono le parole di Polibio:
(Polibio, VI, 24.1-2.)
Il centurione posterior poteva sostituire il prior in caso di necessità, poiché come sostiene Polibio:
I centurioni erano poi assistiti da un optio ciascuno, due per manipolo, il cui ruolo era di controllare la parte posteriore dell'unità durante la battaglia, mentre i centurioni comandavano l'unità frontalmente. Oltre a ciò ogni manipolo aveva due signiferi (portatori di insegna), nominati dai centurioni, oltre ad almeno un tubicen (trombettiere). Ad ogni manipolo erano poi associati 40 velites ciascuno. In totale ciascuna legione "polibiana" disponeva di un numero di ufficiali e sottoufficiali pari a: 30 centuriones priores, 30 centuriones posteriores, 60 optiones e 30 signiferi.
Il più importante dei centurioni era il primus pilus (primipilo), comandante di triarii, il quale era uno dei pochi a servirsi del cavallo durante la marcia. Il primus pilus veniva scelto tra i soldati più coraggiosi ed esperti. Il comando di una legione venne in seguito affidato dal console in carica al legatus, sebbene tale incarico potrebbe essere di epoca più tarda, risalente alla riforma mariana dell'esercito romano.
In assenza del tribuno laticlavio, il comando era affidato al prefetto degli accampamenti (praefectus castrorum). Altre figure presenti nella gerarchia, uno per centuria, erano l'optio, vice del centurione che ne poteva prendere il posto in caso di sua inabilità al comando, il signifer, che portava l'insegna della centuria, il cornicen, che si alternava con il tubicen che trasmetteva col corno o la tuba gli ordini ai sottoreparti.
I cavalieri erano organizzati in turmae, formate da tre squadroni di dieci cavalieri ciascuna, al cui comando era posto un decurione (decurio, letteralmente "comandante di dieci uomini"). Vi erano poi i praefecti socium o sociorum, i comandanti delle truppe italiche alleate delle alae, che erano nominati dai consoli. La duplicazione e la rotazione del comando erano elementi caratteristici della Repubblica romana, che fin dalla cacciata dei re, mirava da sempre a magistrature collegiali, per evitare l'eccessiva concentrazione di potere (es. 2 consoli, 2 pretori, ecc.). I cavalieri, e chiunque altro che aspirasse ad una magistratura pubblica, erano tenuti a svolgere il servizio militare per almeno dieci anni, la qual cosa implicava necessariamente un'età minima di ventisette anni (26+10) per una pubblica magistratura.

## Armamento e tattica

### Armamento dei legionari

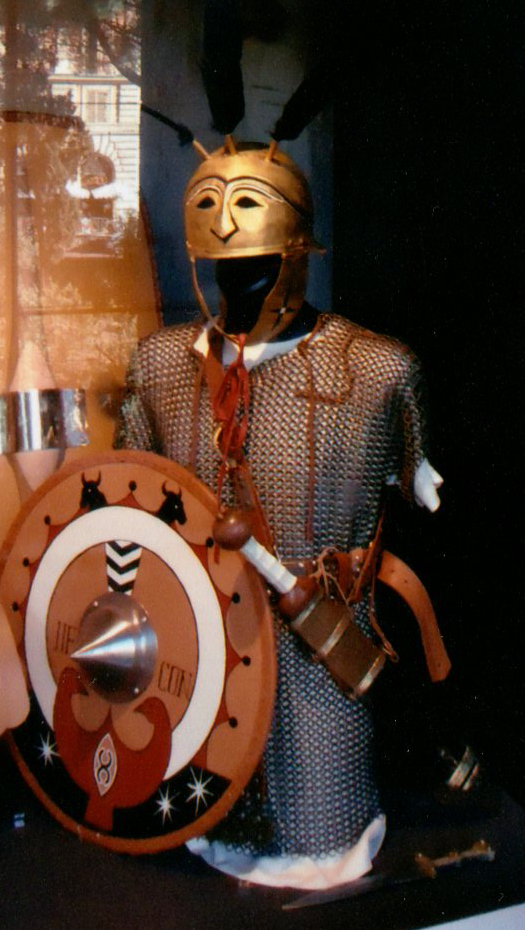
Replica di armatura di un triarius, con lorica hamata, gladio, scudo ed elmo.

Il mutamento dell'organizzazione interna dell'esercito manipolare, portò come immediata conseguenza all'introduzione di nuove e più adatte armi ed armature romane. Durante la prima guerra punica (264-241 a.C.), i Romani si scontrarono per la prima volta con i guerrieri iberici in Sicilia, che servivano come mercenari nell'esercito cartaginese. Gli Iberi di quel periodo erano famosi per la progettazione e la fabbricazione di armi di alta qualità, in particolare del gladius hispaniensis ("spada spagnola"), che rimase la spada base nei combattimenti corpo a corpo della fanteria legionaria romana, fino al III secolo d.C.. E benché Polibio sostenesse che il gladius fosse stato adottato dai Romani durante la seconda guerra punica (come sostiene anche lo Scullard), altri storici invece sostengono che fosse già stato utilizzato durante l'invasione gallica del 225 a.C. E così il gladius rimpiazzò la più corta spada di progettazione italica, usata fino ad allora.
Il pilum, un giavellotto pesante dato in dotazione a principes e hastati (in sostituzione di una pesante lancia, chiamata hasta, in dotazione a tutto l'esercito fino a quel momento), potrebbe essere anch'esso di derivazione iberica, adottato probabilmente durante la seconda guerra punica (anche qui lo Scullard ritiene sia stato introdotto da Scipione Africano a partire dal 209 a.C.). In alternativa, è stato suggerito fosse di origine sannita, ma non sembra esservi alcuna prova che i Sanniti possedessero una tale arma. Più avanti sembra sia stata introdotta anche la lorica hamata (cotta di maglia), in sostituzione della precedente corazza in bronzo. Essa sembra fosse di derivazione celtica, dell'Europa centrale, non adottata dai Romani prima del 200 a.C. circa, molto probabilmente dopo che la conquista romana della Gallia Cisalpina (220-180 a.C.). Dal 122 a.C. circa, data del monumento di Enobarbo, risulta dal fregio che l'equipaggiamento fosse standard per tutti i legionari.

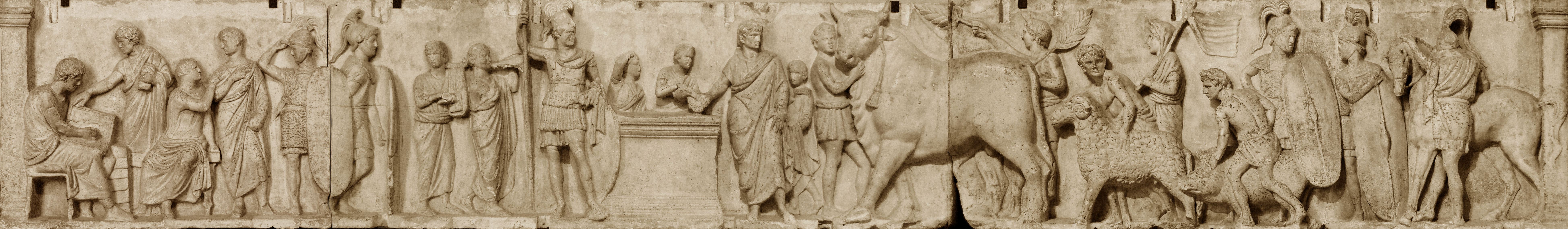
L'ara di Domizio Enobarbo del 113 a.C. con la rappresentazione del lustrum censorio (con suovetaurilia). Numerosi legionari romani accompagnano la funzione ed indossano tipici elmi attico-romani e di Montefortino, elmi etrusco-corinzi, loriche hamate e scuta ovali.

Con la riforma manipolare, in seguito alla tripartizione censoria dell'esercito in Hastati, Principes e Triarii, l'armamento fu attribuito in base anche alla seguente gerarchia:
- gli hastati erano armati di hasta, termine che indica sia la lancea da urto, sostituita in seguito da un giavellotto (chiamato pilum), equipaggiati con corazze leggere (spesso di cuoio o composte di piastroni di metallo sul petto) ed elmetto di ottone adornato con tre piume, alte approssimativamente di 30 cm, con uno scudo di legno che copriva lo spazio tra il piede e la cintola (rinforzato in ferro, alto 120 cm in forma di un rettangolo dal profilo ricurvo e convesso), con una spada corta (gladio) e con un pugnale;[122]
- i principes erano armati con corazze più pesanti (solitamente cotte di maglia lunghe fino al bacino) con uno scudo simile a quello degli hastati, con due giavellotti, con una lancia, con una spada corta e un pugnale;
- infine i triarii erano in grado di permettersi una corazza pesante. Erano inoltre armati con una lunga lancia, con uno scudo molto alto, con la spada corta e con il pugnale. Oltre all'armamento i triarii avevano il tipico elmo con i lunghi paraguance, uniti sotto il mento da una cinghia e due asticelle con una lunga piuma sopra la fronte, simili a due piccole corna.[123]

Hastati, Principes e Triarii utilizzavano, infine, lunghi scudi ovali, detti scuta (quelli rotondi, detti clipei furono abbandonati verso la fine del V secolo a.C.).
Lo schieramento dei velites consisteva in truppe armate molto alla leggera, senza armature, adatte per questo al compito affidatogli, cioè azioni di schermaglia e di disturbo (cosiddetti cacciatori). Erano muniti di una spada e di un piccolo scudo rotondo (diametro: 3 piedi≈ 90 cm), oltre che di diversi giavellotti leggeri, con una corta asta in legno di 90 cm (3 piedi) dal diametro di un dito, e una sottile punta metallica di circa 25 cm.
Il tribunus militum indossava una corazza di bronzo (spesso incisa), delle pteruges, un mantello, un elmo attico con un pennacchi di coda di cavallo. A differenza dei ranghi inferiori, gli ufficiali non adottarono mai come armatura la lorica hamata (cotta di maglia di ferro).

### Armamento dei cavalieri

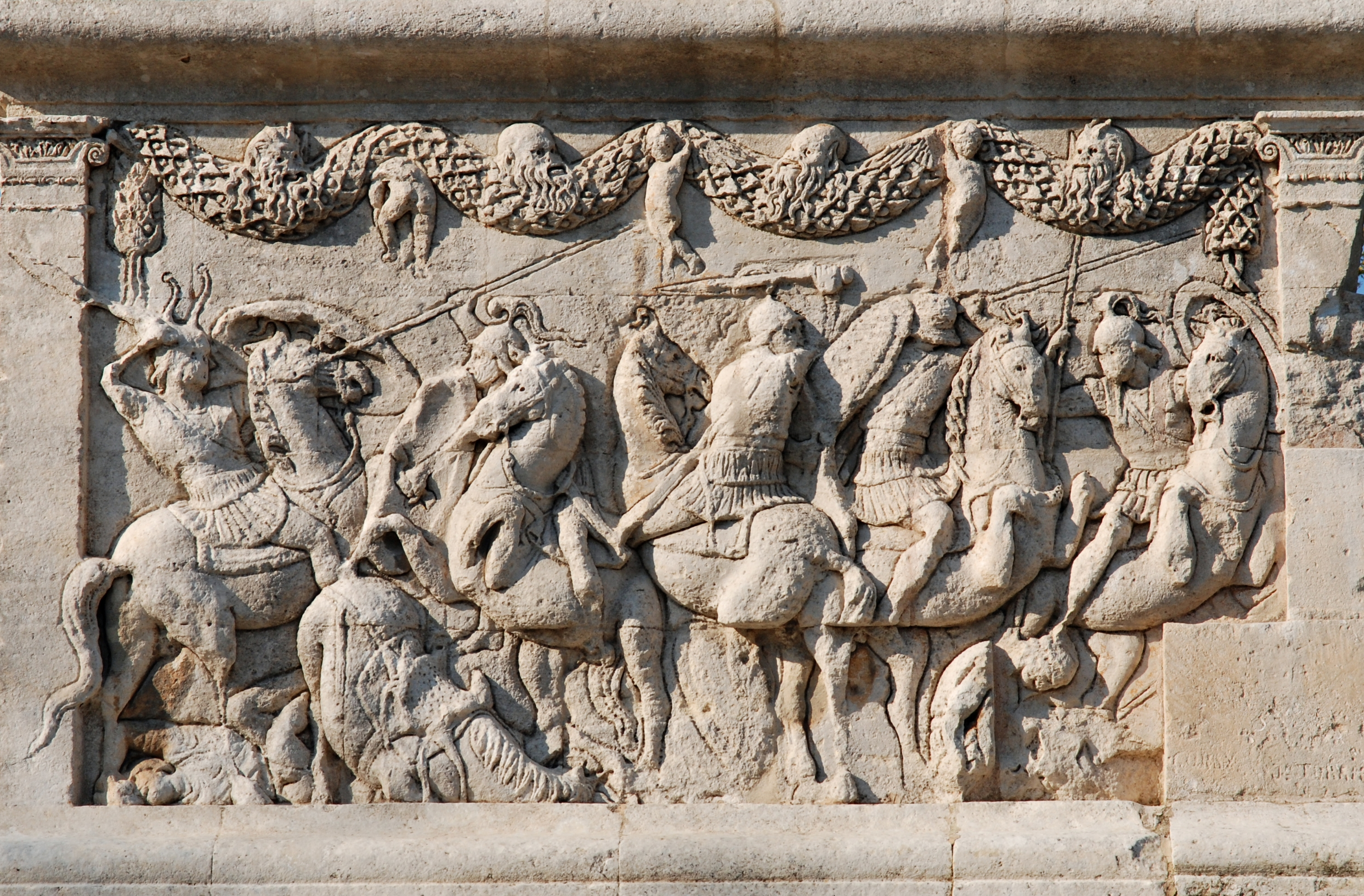
Rilievo dal mausoleo di Glanum con rappresentati cavalieri romani in combattimento (anni 30-20 a.C.).

Riguardo alla cavalleria legionaria, sembra che la stessa abbia cambiato il suo armamento intorno al 300 a.C., quando venne trasformata da "leggera" in "pesante", dotando tutti i cavalieri di un'armatura metallica di tipo greco L'armamento dei cavalieri consisteva in un elmo, uno scudo rotondo (clipeus) in bronzo, oltre ad una lancia leggera ed una spada.
Secondo Polibio, i cavalieri anticamente non avevano una corazza, bensì una semplice trabea, per cui era facile e comodo salire e scendere da cavallo, ma negli scontri correvano grossi rischi poiché combattevano praticamente nudi. Sembra che fino al 200 a.C. circa, la cavalleria romana indossasse corazze di bronzo, ma dopo questo periodo la corazza venne sostituita con una in maglia di ferro (lorica hamata), dove solo gli ufficiali mantennero la corazza anatomica (lorica musculata).
La maggior parte dei cavalieri portava una lancia (hasta) ed un piccolo scudo rotondo (parma equestris). Polibio aggiunge che, in tempi antichi:
(Polibio, VI, 25.5-6.)
Riguardo invece allo scudo, Polibio scrive:
(Polibio, VI, 25.7.)
Questo il motivo per cui, sempre per lo storico greco, questo genere di armatura forniva loro un pessimo servizio, e fu in seguito sostituita (almeno a partire dalle guerre puniche) con quella di tipo greco. In questo genere di panoplia, infatti, la punta della lancia arrivava efficacemente a bersaglio, in quanto la struttura della lancia è rigida e robusta; se la si capovolge, risulta ugualmente efficace e preciso l'utilizzo del puntale. Identico discorso vale anche per gli scudi greci, molto solidi, particolarmente utili contro sia gli attacchi da lontano, sia da vicino.
Nel tardo II secolo a.C., alcuni cavalieri cominciarono a portare delle lunghe lance (contus), che dovevano essere tenute con entrambe le mani, precludendo loro l'utilizzo dello scudo.

### Ordine di marcia
È Polibio ad informarci dell'ordine di marcia "base" di un esercito romano consolare, formato quindi da due legioni romane e due di alleati (socii).
In testa alla "colonna" (agmen pilatum) si trovava un'avanguardia di soldati scelti tra le truppe alleate (socii delecti), poi seguiva l'ala dextra sociorum, a seguire i bagagli alleati (impedimenta sociorum alae dextrae), la legio I consolare, i bagagli legionari (impedimenta legionis I), la legio II consolare, i bagagli legionari (impedimenta legionis II), a seguire i bagagli alleati (impedimenta sociorum alae sinistrae) e a chiudere l'ala sinistra sociorum.

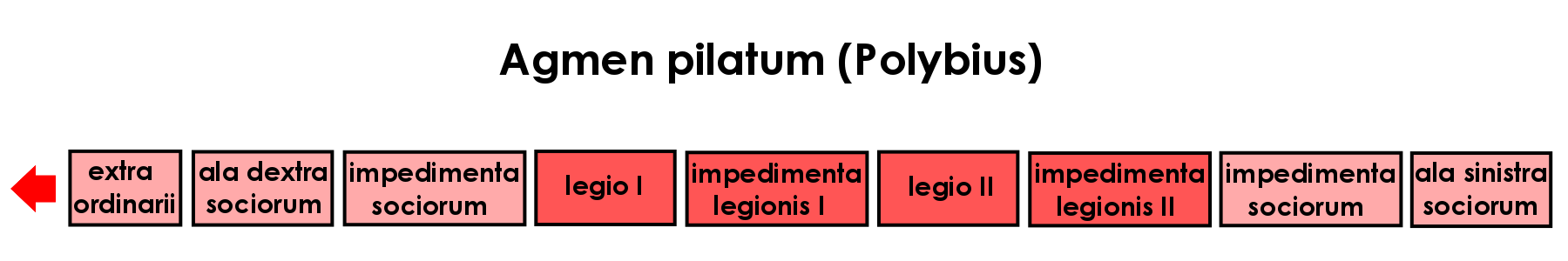
Ordine di marcia di un esercito consolare descritto da Polibio, detto Agmen pilatum

Sempre Polibio, poi Floro ed ancora Gaio Giulio Cesare, ci informano di un ordine di marcia particolare dell'esercito romano, databile per il primo alla guerra annibalica e per il secondo alle guerre cimbriche, per il terzo alla conquista della Gallia e chiamato agmen tripartitum o acie triplici instituita. Questo ordine prevedeva tre differenti "colonne" o "linee", ciascuna costituita rispettivamente da manipoli di hastati (1º colonna, la più esposta ad eventuali attacchi nemici), principes (2º colonna) e triarii (3º colonna), intervallati con i rispettivi bagagli (impedimenta). In caso di necessità i bagagli sfilavano sul retro della terza colonna di triarii, mentre l'esercito romano si trovava già schierato in modo adeguato (triplex agmen).

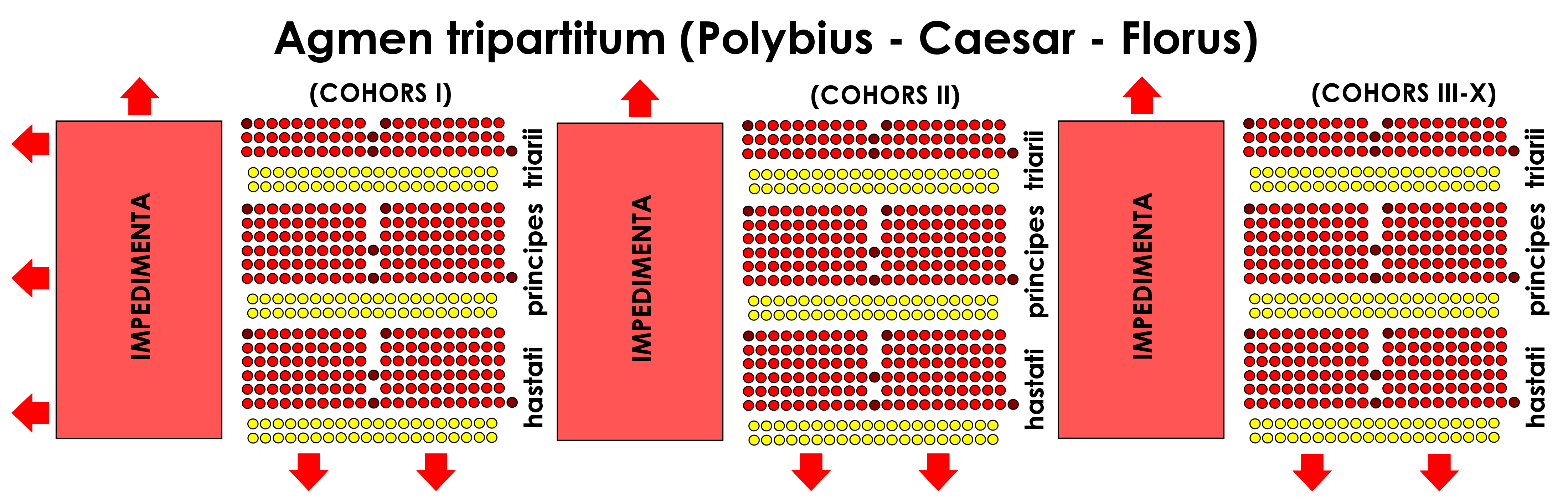
Ordine di marcia di una legione con i bagagli (impedimenta) intervallati tra le sue coorti, detto Agmen tripartitum

(Polibio, Storie, VI, 40.11-14.)

### Accampamento

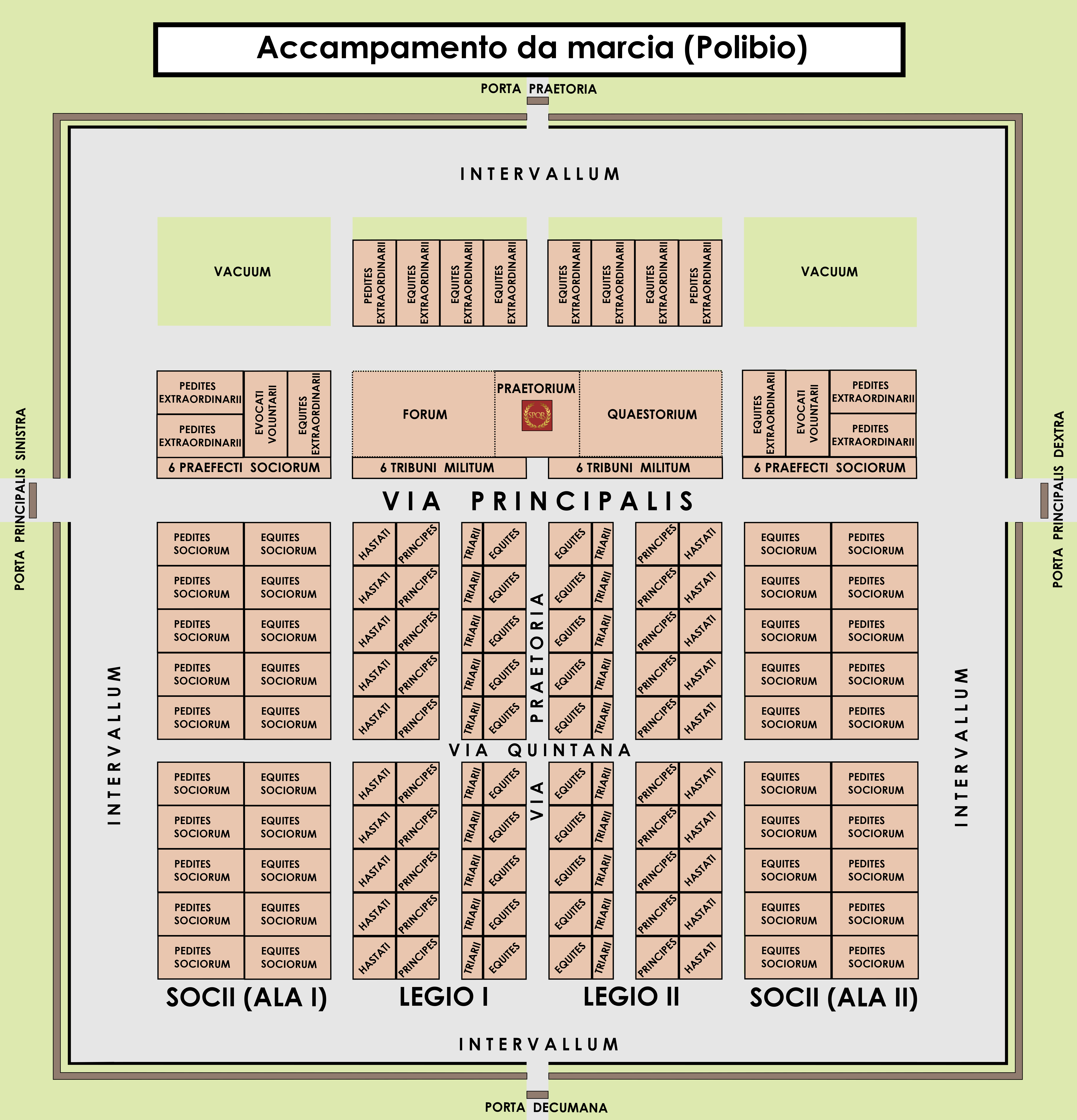
Schema di un accampamento di marcia romano del II secolo a.C., descritto da Polibio.

Altra e fondamentale novità di questo periodo fu che il nuovo esercito, dovendo condurre campagne militari sempre più lontane dalla città di Roma, fu costretto a trovare delle soluzioni difensive adatte al pernottamento in territori spesso ostili. Ciò indusse i Romani a creare, sembra a partire dalle guerre pirriche, un primo esempio di accampamento militare da marcia fortificato, per proteggere le armate romane al suo interno.
(Sesto Giulio Frontino, Strategemata, IX, 1.14.)
Le truppe romane cominciarono così a costruire accampamenti fortificati, sulla base di misure e un disegno standard, alla fine di ogni giorno di marcia. La maggior parte dei nemici al contrario si accampava utilizzando luoghi facilmente difendibili come colline, oppure posti nascosti, come foreste o paludi. E benché questa pratica risparmiava alle truppe di costure l'accampamento, spesso questi si trovavano su terreni non adeguati, irregolari, impregnati di acque o rocciosi, e quindi vulnerabili in caso di attacco a sorpresa, quando il nemico riusciva a scoprirne la propria posizione.
I vantaggi di un accampamento da marcia fortificato erano sostanziali. Esso poteva essere posizionato su terreni più adatti: meglio se piani, asciutti, liberi da alberi e rocce, vicino a fonti d'acqua potabile, coltivazioni di cereali, buoni pascoli per i cavalli e gli animali da soma. Pattugliati adeguatamente, gli accampamenti fortificati evitavano attacchi di sorpresa o che questi potessero avere successo - non a caso nessun attacco di questo genere, viene ricordato nella letteratura che abbia avuto successo. La sicurezza di un accampamento fortificato permise ai soldati di dormire sonni tranquilli, mentre animali, bagagli e approvvigionamenti erano al sicuro contro eventuali furti. Se l'esercito romano si scontrava con il nemico nei pressi di un accampamento, una piccola guarnigione di poche centinaia di uomini era sufficiente a presidiarlo, difendendo campo, bagagli, approvvigionamenti contenuti. In caso di sconfitta, i soldati romani in fuga potevano trovarvi rifugio per difendersi. Ad esempio dopo il disastro della battaglia di Canne (216 a.C.), 17.000 soldati romani riuscirono a salvarsi dalla morte o dall'essere catturati, scappando in due vicini campi di marcia che l'esercito romano aveva costruito prima dello scontro, secondo quanto ci tramanda Tito Livio.
Il campo di marcia veniva costruito quando console ordinava di costruirlo dopo una giornata di marcia, in un preciso luogo. Un gruppo di ufficiali (un tribuno militare e alcuni centurioni), conosciuti come mensores ("misuratori"), iniziava ad analizzare la conformazione del terreno, determinando quale fosse la miglior posizione per porvi il praetorium (tenda del console), piantando uno stendardo sul posto. Da questo punto venivano poi prese le misure per costruire un perimetro rettangolare dell'accampamento. Secondo quanto ci tramanda Polibio, l'accampamento di marcia di una tipica armata consolare di 20.000 uomini misurava 2.150 piedi romani(circa 700 x 700 metri, pari a 50 ettari). Lungo il perimetro veniva scavato un fossato (fossa), la cui terra era utilizzata per costruire un terrapieno esterno (agger) all'interno del fossato. Sopra il terrapieno veniva poi eretta una palizzata (vallum) di fitti pali di legno con le punte, rivolte verso l'alto, affilate.
All'interno del recinto esterno dell'accampamento, veniva elaborato, sulla base di un modello standard, un piano per organizzare lo spazio, per disporre le tende di ciascun componente dell'esercito: dagli ufficiali, ai fanti legionari (divisi in hastati, principes e triarii), alla cavalleria legionaria, agli alleati italici (fanti e cavalieri), fino agli extraordinarii e agli alleati non-italici. L'idea era che gli uomini di ogni manipolo sapessero esattamente in quale sezione del campo porre la propria tenda e i propri animali da soma. La costruzione di un campo da marcia consolare richiedeva mediamente un paio d'ore, considerando che la maggior parte dei soldati vi avrebbe partecipato, essendo dotati di pale e picconi. Nel caso in cui le due armate consolari marciavan insieme, veniva costruito un accampamento unico per due, in modo che l'accampamento risultasse di forma rettangolare.

### Schieramento e combattimento
Il vecchio schieramento falangitico presentava alcuni punti deboli, che con la nuova formazione manipolare i Romani cercarono di migliorare. La falange, infatti, richiedeva una notevole compattezza e terreni assai pianeggianti. Quando i Romani si trovarono, quindi, attorno alla metà del IV secolo a.C., a dover combattere contro i Sanniti nelle regioni montuose dell'Italia meridionale, furono costretti ad adottare non solo una nuova struttura (la legione fu divisa in 30 manipoli) e nuove armi (come il pilum e lo scutum ovale), ma anche una nuova tattica, certamente più elastica di quella adottata con la riforma di Servio Tullio.
La vera novità della formazione manipolare era che, non solo si dava maggior autonomia ai 30 sub-reparti (manipuli), ma che i soldati non erano più inquadrati secondo il loro censo, al contrario in base alla loro età, esperienza e capacità di combattimento. Solo i velites, che erano i cittadini meno abbienti, continuavano a svolgere il ruolo originario di fanteria leggera, davanti ai manipoli, ora formati da hastati-principes-triarii.
Lo schieramento base di questo medio periodo repubblicano, in contrasto con quello falangitico dell'epoca regia, era il cosiddetto triplex acies, ovvero la disposizione degli uomini su tre linee distinte. La prima linea era composta da 1.200 hastati, la seconda da 1.200 principes e la terza da 600 triarii, che costituiva la vera riserva tattica. Tutte queste linee erano costituite da fanteria pesante. Secondo Tito Livio, attorno alla metà del IV secolo a.C., durante la guerra latina, le legioni erano così disposte tatticamente:
(>Livio, VIII, 8.9-12.)
I Triarii, dopo aver accolto Hastati e Principes tra le loro file, serravano le file e, in un'unica ininterrotta schiera, si gettavano sul nemico. Essi costituivano i veterani, gli anziani dell'esercito romano. Erano utilizzati anche per evitare che le due linee precedenti potessero ritirarsi senza averne ricevuto la dovuta autorizzazione. Per qualche studioso moderno sarebbe più corretto dire che l'ordinamento romano in battaglia fosse su due linee (duplex acies) con una terza linea utilizzata come riserva. È proprio questa doppia linea a costituire il più significativo cambiamento al precedente schieramento falangitico. Le tre linee dei manipoli era disegnate come su una scacchiera.
La sostituzione nelle prime due linee della spada con un giavellotto come il pilum portò a sviluppare una differente tattica per la fanteria pesante. La falange di lancieri venne sostituita con combattenti dotati di spada e giavellotto. La tattica generale era quella di attaccare, sfondando il centro dello schieramento nemico e metterlo in fuga il più rapidamente possibile. Gli Hastati legionari dovevano avanzare verso le linee nemiche con passo cadenzato. Quando il divario si riduceva attorno ai 15 metri, ogni linea successiva di hastati doveva lanciare i rispettivi due pila, estrarre poi la spada e mettersi a correre, lanciando l'urlo di guerra e caricando le linee nemiche. Schiacciando il nemico in faccia con i loro scudi, i legionari utilizzavano poi i loro gladii per pugnalare il nemico all'inguine, pancia, o faccia, infliggendo ferite mortali nella grande maggioranza dei casi. Quando il nemico era organizzato in tribù e non era armato, solo l'impatto iniziale provocava il crollo del fronte nemico. Contro l'avanzata nemica come quella dei Greci, l'impatto iniziale provocava l'interruzione della linea nemiche e, nella mischia che ne seguiva, i Romani si avvantaggiavano dalle loro migliori armi.
La fanteria era poi disposta al centro, coperta ai fianchi da unità di cavalleria; vi era poi un'avanguardia di 1.200 tiratori o schermagliatori (velites, divisi in 10 unità di 120 uomini ciascuna, posti sotto il comando di un centurione senior degli hastati) che davano inizio alla battaglia scagliando dardi o giavellotti sul nemico per poi ritirarsi al sicuro. La cavalleria si assicurava che i lati rimanessero difesi e, grazie al rapido movimento, tentava di aggirare il nemico per colpirlo alle spalle, mentre la prima linea romana lo teneva impegnato frontalmente.
Gli eserciti, come abbiamo visto sopra, erano schierati in base al loro livello di preparazione (ed in parte al loro censo): davanti a tutti c'erano i velites, armati alla leggera, erano dotati di fionde, giavellotti e piccolo scudo, ed avevano il compito di distrarre, innervosire il nemico con costanti lanci di dardi, coprendo inoltre le manovre della fanteria pesante romana alle loro spalle. Dopo aver compiuto sufficienti azioni di disturbo, ed aver dato tempo ai soldati meglio equipaggiati di loro, si ritiravano dal campo di battaglia, sfilando alle spalle degli hastati, dei principes e dei triarii, ultimi della formazione, i veri veterani.

Schieramento in battaglia dell'esercito consolare polibiano nel III secolo a.C., con al centro le legioni e sui fianchi le Alae Sociorum (gli alleati italici) e la cavalleria legionaria e alleata.

#### Tattiche della cavalleria

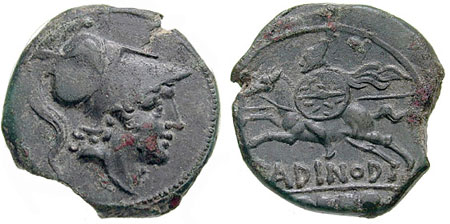
Moneta romana al tempo della seconda guerra punica (218–201 a.C.) che mostra (dritto) il dio Marte e (rovescio) probabilmente la prima immagine di un cavaliere romani di epoca repubblicana. Da notare l'elmo con pennacchi di crine di cavallo, una lunga lancia (hasta), un piccolo scudo (parma equestris) e un mantello fluttuante. Quincunx di bronzo, zecca di Larinum

C'è un punto di vista comune in alcuni storici, secondo il quale i Romani di questo periodo non erano dei buoni cavalieri e che la cavalleria fosse semplicemente un completamento della loro fanteria superiore. Infatti hanno anche sostenuto che preferissero combattere scendendo da cavallo, ogni volta che fosse possibile, sulla base del fatto durante gli scontri capitava che smontassero da cavallo e aiutassero i loro commilitoni della fanteria. Contro questa convinzione, Sidnell argomenta che questo punto di vista è errato e che le fonti ricordano che la cavalleria romana era una forza formidabile che ottenne grande reputazione e che vinse numerose battaglie del III secolo a.C..
La cavalleria romana del periodo repubblicano era specializzata nella carica violenta, seguita poi da un combattimento "corpo a corpo". Esempi di questo genere di carica riguardano la battaglia di Sentino (295 a.C.), nella quale la cavalleria giocò un ruolo cruciale nella vittoria finale sopra l'immensa armata combinata di Sanniti e Galli. All'ala sinistra, i Romani per due volte respinsero la più numerosa e quotata cavalleria gallica con violente cariche frontali, ma proseguì troppo lontano ingaggiando un corpo a corpo con la fanteria nemica. Questo diede alle truppe galliche l'opportunità di scatenare sopra la cavalleria romana i loro reparti di carri da guerra, il cui profondo rumore, così poco famigliare, generò panico tra i cavalieri romani ed una conseguente e caotica fuga. La cavalleria romana all'ala destra condusse una carica devastante sul fianco della fanteria sannita.
Nella battaglia di Eraclea (280 a.C.), la cavalleria romana generò sgomento nel comandante nemico, Pirro re dell'Epiro, per essersi battuta con successo in un corpo a corpo contro la cavalleria tessale, a quel tempo considerata la migliore al mondo; e fu respinta solo quando Pirro schierò i suoi elefanti, generando il terrore nei cavalli romani. Nella battaglia di Talamone (225 a.C.), la cavalleria romana contese una collina in una importante posizione strategica lungo il fianco dello schieramento, contro una cavalleria gallica più numerosa. Si sviluppò come uno scontro separato tra due cavallerie, prima che le due fanterie cominciassero la battaglia vera e propria. I Galli furono alla fine cacciati dalla collina dalle cariche ripetute dei Romani, permettendo così a questi di lanciare un attacco decisivo lungo il fianco della fanteria gallica. Durante la seconda guerra punica, perciò la cavalleria romana risultava una forza prestigiosa e assai temuta.

#### Cambiamenti dopo Canne (216 a.C.)

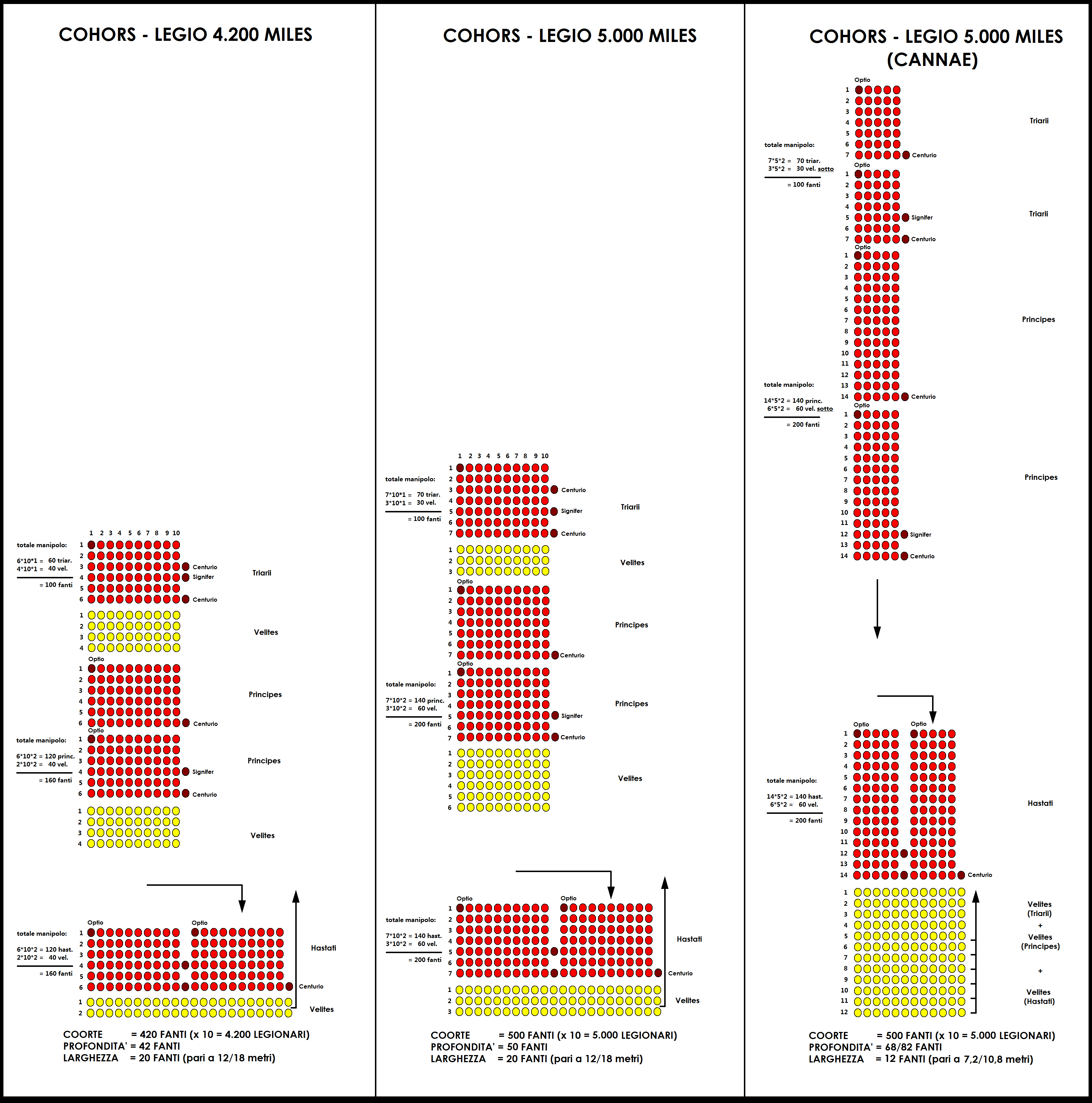
Struttura manipolare di una legione romana all'epoca delle guerre puniche secondo Polibio:
(a sinistra) formazione coortale composta da tre manipoli di triarii, principes e hastati di una legione di 4.200 fanti ("fronte manipolare" = 12/18 metri);
(al centro) una legione di 5.000 armati ("fronte manipolare" = 12/18 metri);
(a destra) legione di 5.000 armati durante la battaglia di Canne, con uno schieramento estremamente compatto ("fronte manipolare" = 7,2/10,8 metri).

Una ragione fondamentale per alcuni storici che cominciarono a disprezzare la cavalleria romana, dipese certamente dalle schiaccianti sconfitte subite dalle armate romane negli anni 218-216 a.C. durante la guerra annibalica, al fiume Trebbia e a Canne. Ma Sidnell sottolinea che queste sconfitte non furono dovute alle scarse capacità della cavalleria romana, che combatteva sempre con il consueto coraggio e tenacia, ma alla superiorità numerica della cavalleria annibalica e alla flessibilità tattica della cavalleria leggera numidica.
La cavalleria che Annibale portò con sé attraversando le Alpi consisteva di almeno 6.000 uomini, formata da Iberi e Numidi, questi ultimi armati alla leggera, a cui si aggiunse anche un contingente delle tribù della Gallia Cisalpina, che ammontava ad altri 4.000 uomini, pari al 20% dell'intera sua forza militare. A Canne, 6.000 cavalieri romani (inclusi gli alleati italici) si trovarono di fronte ad una cavalleria cartaginese quasi doppia, di 10.000 armati; addirittura l'ala destra romana, costituita da soli 2.400 cavalieri, si trovò a scontrarsi con una forza di Iberi e Galli, più che doppia. Fu infatti a causa del cedimento di quest'ala e del suo totale annientamento, che l'intero schieramento romano subì la disastrosa sconfitta di Canne. Polibio ci riferisce che:
(Polibio, III, 115.)
Il fatto che i Romani siano scesi da cavallo, venne utilizzato per sostenere la tesi di una cavalleria romana che aveva poca fiducia nella sua forza equestre e che era in realtà una fanteria montata. E poiché anche la cavalleria cartaginese scese da cavallo, la spiegazione di Livio è più credibile, che il combattimento equestre fosse impraticabile in uno spazio tanto ristretto, tra il fianco destro romano e il fiume Aufidus.
Una delle ragioni della superiorità della cavalleria di Annibale fu il numero superiore di cavalieri. Considerando che la cavalleria romana-italica costituiva normalmente il 12% dell'intera armata, quella cartaginese (ibero-numidica) e gallica pesava per circa il 20%. Divenne perciò evidente ai Romani che l'importanza della cavalleria come arma di d'attacco, si rivelava insufficiente. E oltre ad un numero maggiore di cavalieri, la superiorità della cavalleria annibalica si basava anche sulla formidabile cavalleria leggera numidica. I Numidi cavalcavano i loro piccoli cavalli senza sella, senza briglie e armatura. Erano armati semplicemente con pochi giavellotti e uno scudo di pelle leggera. Erano estremamente rapidi e manovrabili, ideali per l'esplorazione, schermaglie, tendere agguati e l'inseguimento. La loro tattica base era di avvicinarsi ripetutamente al nemico, lanciare i loro giavellotti e poi disperdersi rapidamente prima che il nemico potesse intercettarli. Per questo motivo, i Romani, abituati al combattimento corpo a corpo, non risultavano contro di loro efficaci.
Queste sconfitte misero in evidenza il fatto che l'esercito romano non poteva più basarsi sulla sola fanteria pesante posizionata al centro dello schieramento, ma era necessario rafforzare i reparti di cavalleria alle sue ali, per evitare di essere circondati dal nemico ai lati e subire una sconfitta tanto devastante, dove perirono 45.000/70.000 Romani. Questo portò ad una rielaborazione della tattica legionaria, ma soprattutto all'impiego di contingenti di cavalleria di regni alleati, come avvenne con Scipione Africano nella battaglia di Zama del 202 a.C., dove l'esercito romano (unitamente a 4.000 cavalieri alleati numidi, comandati da Massinissa) riuscì a battere in modo definitivo le forze cartaginesi di Annibale.
| Massinissa                                | Massinissa |
| ----------------------------------------- | ---------- |
|                                           |            |
| Dritto: effigie di Massinissa con diadema |            |

La riflessione maturò dopo questa grave sconfitta, nella quale Annibale era riuscito ad annientare un esercito romano tre volte superiore, usando in modo impeccabile la sua cavalleria. Durante la battaglia il centro cartaginese, che aveva assorbito la carica romana indietreggiando, aveva consentito che i suoi lati si allungassero. I Romani, avanzando centralmente, avevano creduto di poter sfondare facilmente la formazione avversaria. Frattanto la cavalleria punica, nettamente superiore in numero e per qualità tattiche a quella romana, la annientava. E mentre la fanteria romana si incuneava pericolosamente al centro dello schieramento cartaginese, la cavalleria punica circondava la fanteria romana e la caricava da dietro. 80.000 soldati romani persero così la vita nello scontro. Si trattava della peggior sconfitta dell'intera storia romana.
Tuttavia negli anni successivi a Canne (216-203 a.C.), le azioni della cavalleria romana contro Annibale nel sud dell'Italia ottennero i primi successi, sebbene non riuscissero a privare il nemico della superiorità tattica della sua cavalleria. I Romani finalmente ridussero il divario con la cavalleria leggera cartaginese, vincendo il re numida Massinissa, inizialmente alleato di Cartagine. In seguito permise loro di mettere in campo un numero uguale di Numidi nella battaglia di Zama (202 a.C.). Qui Publio Cornelio Scipione si trovò, per la prima volta dall'inizio della guerra annibalica, in netta superiorità numerica come forza di cavalleria, 4.000 dei quali forniti dall'alleato numida, Massinissa, il doppio di quelli romani-italici. La battaglia ebbe inizio con una carica da parte dei Cartaginesi di ben 80 elefanti da guerra, il cui scopo era quello di sfondare al centro, lo schieramento romano. Per ovviare a ciò, Scipione pose i triarii come riserva tattica, nelle retrovie, pronti ad un utilizzo in qualunque zona del campo di battaglia. Lasciò invece, i velites schierati, per evitare che Annibale si accorgesse che principes ed hastati erano disposti "in colonna", in modo da lasciare tra i vari manipoli dei corridoi, nei quali si sarebbe sfogata la carica degli elefanti, limitando al minimo i danni. Esaurito l'impeto della prima carica cartaginese, i legionari si trovarono a fronteggiare i veterani di Annibale, schierati dietro le prime file. Scipione diede così l'ordine di serrare i ranghi, e di predisporsi a sopportare l'urto della fanteria pesante cartaginese, mentre la cavalleria romano-numidica procedeva a sconfiggere le ali avversarie. Questa disposizione, simile a quella successiva per coorti, mise in atto una tattica sempre più flessibile, pronta ad adeguarsi alle circostanze e contribuendo alla vittoria sul campo del peggior nemico di Roma, Annibale. Fu fondamentale per l'esito finale della battaglia la cavalleria romana, che fu disposta di fronte a quella cartaginese. Una volta liberatasi di quest'ultima, attaccò la fanteria punica da tergo, generando il panico tra le file cartaginesi.
Tito Livio racconta inoltre che durante l'assedio di Capua degli anni 212-211 a.C., poiché i combattimenti equestri avevano visto le truppe campane prevalere su quelle romane. Fu così che, grazie all'iniziativa di un centurione, un certo Quinto Navio, venne adottata una nuova tattica di battaglia che permettesse agli assedianti di prevalere sugli assediati:
(Livio, XXVI, 4.4-5.)
Quando si ritenne che tale manovra poteva essere compiuta in sicurezza grazie ad un adeguato e quotidiano addestramento, i Romani avanzarono nella pianura che si trovava tra i loro accampamenti e le mura della città assediata, pronti a combattere contro le forze di cavalleria campane. Giunti a tiro di giavellotto dalla cavalleria nemica, venne dato il segnale ed i velites scesero da cavallo all'improvviso; lanciarono quindi i loro numerosi giavellotti in modo così rapido e violento da ferire moltissimi cavalieri campani, totalmente impreparati ad un simile attacco. La rapidità dell'attacco generò tra le file campane più spavento che un danno reale. I cavalieri romani allora, lanciatisi contro un nemico sbalordito, lo misero in fuga, facendone grande strage fino alle porte della città. Da quel momento venne stabilito presso le legioni vi fosse un reparto di velites pronti a dare sostegno alla cavalleria.

### Tecniche d'assedio romano

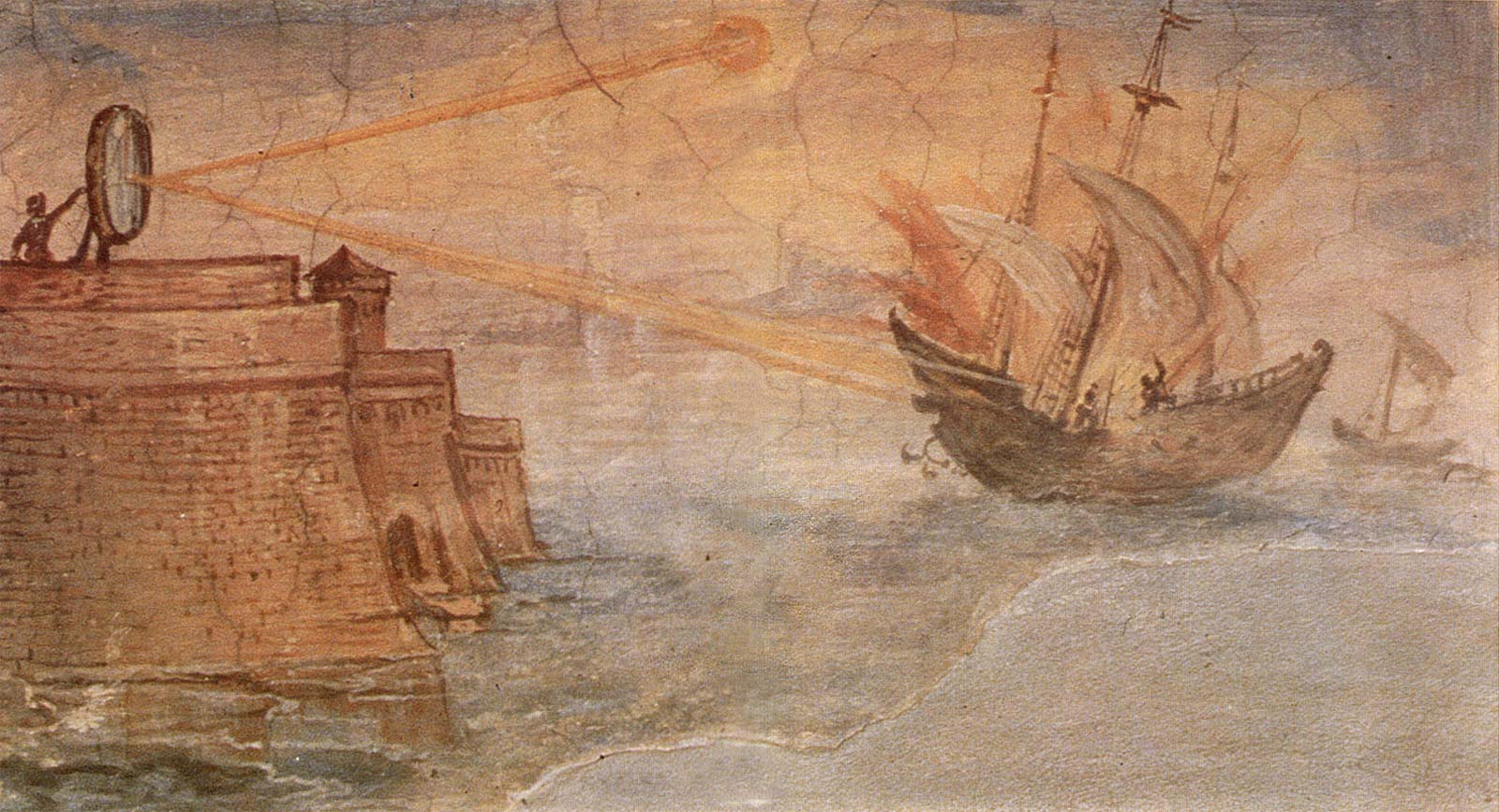
Gli specchi ustori di Archimede di Syrakousai (affresco di Giulio Parigi del 1599-1660, Galleria degli Uffizi, Firenze).

Appartengono a questo periodo i primi importanti assedi ad opera dei Romani. Nel 250 a.C. l'assedio di Lilibeo comportò per la prima volta l'attuazione di tutte le tecniche d'assedio apprese durante le guerre pirriche degli anni 280-275 a.C., tra cui torri d'assedio, arieti e vinea. Vi è da aggiungere che un primo utilizzo di macchine da lancio da parte dell'esercito romano sembra sia stato introdotto dalla prima guerra punica, dove fu necessario affrontare i Cartaginesi in lunghi assedi di loro potenti città, difese da imponenti mura e dotate di una sofisticata artiglieria.
Trentacinque anni più tardi, nel 214-212 a.C. i Romani dovettero affrontare uno dei più difficili assedi della loro storia: quello di Siracusa, ad opera del console Marco Claudio Marcello. I Romani, che avevano maturato un sufficiente bagaglio di esperienze nell'arte ossidionale sia di mare che di terra, si scontrarono però con le innovative tecniche difensive adottate dal famoso matematico Archimede. Si racconta infatti che:
(Plutarco, Vita di Marcello, 14.)
Ma Archimede preparò la difesa della città, lungo i 27 km di mura difensive, con nuovi mezzi d'artiglieria. Si trattava di baliste, catapulte e scorpioni, oltre ad altri mezzi come la manus ferrea e gli specchi ustori, con cui mise in seria difficoltà gli attacchi romani per mare e per terra. I romani dal canto loro continuarono i loro assalti dal mare con le quinqueremi e per terra dando l'assalto con ogni mezzo a loro disposizione (dalle torri d'assedio, agli arieti, alle  vineae, fino alle sambuche).
| Denario con l'effige di Marco Claudio Marcello (conio celebrativo) | Denario con l'effige di Marco Claudio Marcello (conio celebrativo) |
| ------------------------------------------------------------------ | --- |
|                                                                    | |
| Dritto: Marco Claudio Marcello                                     | Rovescio: tempio tetrastilo, di fronte al quale si trova M. Claudio Marcello in toga, che porta un trofeo; ai lati, MARCELLVS COS. QVINQ. (Marcellus consul quinquies) |
| Denario risalente alla fine del II secolo a.C.                     | |

(Polibio, VIII, 5.)
Marcello decise allora di mantenere l'assedio, provando a stritolare la città per fame. L'assedio si protrasse per ben 18 mesi, un tempo tanto lungo da far esplodere notevoli contrasti in Siracusa tra il popolo, tanto che la parte filoromana architettò il tradimento, permettendo ai Romani di fare irruzione in piena notte, quando furono aperti i cancelli della zona nord della città. Siracusa cadde e fu saccheggiata, non però la vicina isola di Ortigia, ben protetta da altre mura, che resistette ancora per poco. In quell'occasione trovò la morte anche il grande scienziato siracusano Archimede, che fu ucciso per errore da un soldato.
Altri e memorabili assedi del periodo furono quello degli anni 212-211 a.C., nel corso della seconda guerra punica, quando Annibale riuscì una prima volta a rompere l'assedio alla città di Capua (nel 212 a.C.); la seconda volta i Romani mantennero salde le loro posizioni in Campania. E seppure Annibale aveva minacciato di assediare la stessa Roma:
(Frontino, Strategemata, III, 18, 3.)
E così Annibale, constatato che le difese di Roma erano assai forti e gli assedianti romani di Capua non "toglievano l'assedio", abbandonò la città campana, che cadde poco dopo in mano romana.
Nel 209 a.C., nel mezzo della seconda guerra punica, Publio Cornelio Scipione riuscì ad espugnare la città ibero-cartaginese di Cartagena (poi ribattezzata Nova Carthago), dove al suo interno fu trovato un arsenale di macchine da lancio pari a 120 catapulte grandi, 281 piccole, 23 baliste grandi e 52 piccole, oltre ad un notevole numero di scorpioni.
Ultimi e sempre più "raffinati" assedi messi in atto dai romani nel periodo in questione, furono quello del 146 a.C., durante la terza guerra punica, a Cartagine, dove Appiano di Alessandria ci racconta che i Romani di Publio Cornelio Scipione Emiliano, catturarono più di 2.000 macchine da lancio (tra catapulte, baliste e scorpioni) nella sola capitale cartaginese. Ed infine quello degli anni 134-133 a.C., di Numanzia, quando il console Publio Cornelio Scipione Emiliano, eroe della terza guerra punica, dopo aver saccheggiato il paese dei Vaccei, cinse d'assedio la città. L'armata comandata da Scipione era integrata da un nutrito contingente di cavalleria numidica, fornita dall'alleato Micipsa, al cui comando si trovava il giovane nipote del re, Giugurta. Per prima cosa, Scipione si adoperò per rincuorare e riorganizzare l'esercito scoraggiato dall'ostinata ed efficace resistenza della città ribelle; poi, nella certezza che la cittadella poteva essere presa solo per fame, fece costruire una circonvallazione (un muro di 10 chilometri tutto intorno) atta a isolare Numanzia e a privarla di qualsiasi aiuto esterno. Il console si adoperò poi a scoraggiare gli Iberi dal portare aiuto alla città ribelle, presentandosi con l'esercito alle porte della città di Lutia e obbligandola alla sottomissione e alla consegna di ostaggi. Dopo quasi un anno di assedio, i Numantini, ormai ridotti alla fame, cercarono un abboccamento con Scipione, ma, saputo che questi non avrebbe accettato altro che una resa incondizionata, i pochi uomini in condizione di combattere preferirono gettarsi in un ultimo, disperato assalto contro le fortificazioni romane. Il fallimento della sortita spinse i superstiti, secondo la leggenda, a bruciare la città e a gettarsi fra le fiamme. I resti dell'oppidum furono rasi al suolo come Cartagine pochi anni prima.

## Strategia

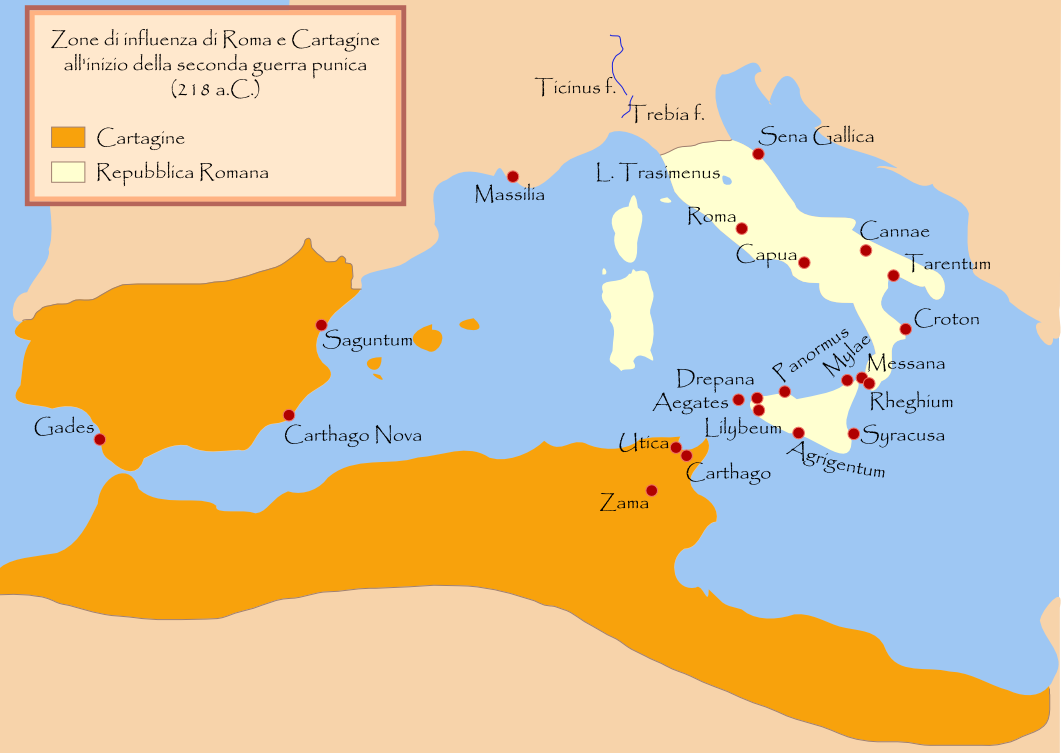
Teatro delle guerre puniche, le prime condotte da Roma al di fuori della penisola italica (264–146 a.C.).

La prima guerra condotta da Roma al di fuori dell'Italia, si ebbe con le guerre puniche, condotte contro Cartagine, una ex colonia fenicia della costa settentrionale dell'Africa, emancipatasi fino a svilupparsi in un potente stato. Queste guerre, iniziate nel 264 a.C., furono probabilmente i più estesi conflitti mai conosciuti dal mondo antico e segnarono l'ascesa di Roma al ruolo di potenza egemone del Mediterraneo occidentale, con territori che si estendevano fino alla Sicilia, al Nordafrica, alla penisola iberica e, al termine delle guerre macedoniche, svoltesi in contemporanea con quelle puniche, anche in Grecia. Dopo la sconfitta dell'imperatore seleucida Antioco III il Grande nella guerra siriaca (Trattato di Apamea del 188 a.C.) che interessò il bacino orientale, Roma emerse come la potenza egemone dell'intero Mediterraneo e la più potente città del mondo classico.

## Dimensione
Si ritiene che nella tarda monarchia dei Tarquini (550-500 a.C.), la leva normale andasse a costituire una legione di 9.000 uomini (6.000 opliti, 2.400 fanti "leggeri" e 600 cavalieri).
All'inizio della Repubblica, si cominciò ad arruolare, non più una sola legione, ma due di 4.500 armati ciascuna (una per ciascun console).
Sappiamo da Tito Livio che, centocinquant'anni dopo, al tempo della guerra latina (340-338 a.C.) si arruolavano normalmente due eserciti, composti ciascuno da due legioni di 4.200/5.000 fanti e 300 cavalieri (per ciascun console) , per un totale complessivo di 16.800/20.000 fanti e 1.200 cavalieri, a cui andava sommato un numero pari di truppe alleate di fanteria e tre volte tanto per cavalleria pari a 16.800/20.000 fanti e 3.600 cavalieri (chiamati socii).
Ai tempi delle guerre pirriche l'ersercito romano messo in campo era costituito da 4 armate, ciascuna formata da 2 legioni di cittadini romani e da 2 unità (dette Alae, poiché erano posizionate sulle ali dello schieramento) di socii (alleati italici). Ciascuna legione era composta a sua volta da 4.200/5.000 fanti e 300 cavalieri, mentre le unità di socii (Alae) erano formate da un numero pari di fanti, ma da una cavalleria tre volte superiore (900 cavalieri per singola unità). Il totale complessivo si aggirava, pertanto, attorno agli 80.000 armati, 10.000 dei quali erano cavalieri.
Attorno alla metà del III secolo a.C. l'esercito romano era composto da un corpo di occupazione di Sicilia e Taranto (2 legioni di 4.200 fanti e 300 cavalieri ciascuna); due eserciti consolari (ciascuno composto da 2 legioni ad effettivi rinforzati, pari a circa 5.200 fanti e 300 cavalieri per ciascuna legione) ed un numero di soldati alleati pari a circa 30.000 armati (di cui 2.000 cavalieri) in servizio attivo permanente, mentre altri 90.000 costituivano una riserva, pronta ad intervenire all'occorrenza e suddivisa in: 50.000 tra Etruschi e Sabini (di cui 4.000 cavalieri), 20.000 Umbri e Sarsinati e 20.000 Veneti e Cenomani. Il totale complessivo poteva raggiungere, pertanto, le 150.000 unità, di cui solo 30.000 romane (6 legioni).
Durante la guerra contro Annibale l'esercito romano arrivò a contare ben 23 legioni tra cittadini romani e socii (nel 212-211 a.C.), dislocate in Italia, Illirico, Sicilia, Sardegna, Gallia Cisalpina e di fronte alla Macedonia. Si trattava di una forza pari a circa 115.000 fanti e 13.000 cavalieri circa (sulla base dei conteggi forniti da Polibio), a cui andava sommata la piccola squadra degli Scipioni in Spagna, la flotta dello Ionio (di 50 navi) e di Sicilia (di 100 navi).

## Ruolo sociale dell'esercito
Durante le guerre sannite, il costo sociale dell'esercito era molto dispendioso. La leva standard consisteva nell'arruolare da due a quattro legioni e le campagne militari avvenivano ogni anno. Ciò implicava che il 16% di tutti gli adulti maschi romani fossero coinvolti nelle operazioni militari annuali, arrivando fino al 25% durante i periodi di emergenza. Ma questo diventa insignificante di fronte alla necessità di uomini durante la seconda guerra punica. Polibio stima che i cittadini romani iuniores (escludendo gli alleati italici) fossero circa 231.000 nel 225 a.C., prima dell'inizio della guerra. Di questi morirono negli anni compresi tra il 218 e il 206 a.C. Dei rimanenti 180.000, i Romani furono utilizzati almeno 100.000 in Italia e nelle province, continuativamente nel periodo 214–203 (con un picco di 120.000); contemporaneamente altri circa 15.000 servirono nella flotta romana. Quindi se si considera che le nuove reclute che raggiunsero l'età minima, furono cancellate dalle perdite subite durante la guerra, i due terzi degli iuniores prestarono in modo continuativo servizio durante la guerra. Questi, che furono lasciati a produrre cibo per sfamare le armate, risultarono appena sufficienti. Anche allora, furono spesso necessarie misure di emergenza per trovare un numero sufficiente di reclute. Livio dice che, dopo Canne, il censo minimo per il servizio legionario fu in gran parte ignorato. Inoltre, il normale divieto di arruolare nelle legioni, criminali, debitori e schiavi, venne revocato. Due volte la classe benestante fu costretta a contribuire con i propri schiavi per gli equipaggi delle flotte e ragazzi per due volte, anche i minorenni vennero arruolati nell'esercito.
Il secolo seguente alla seconda guerra punica vide Roma conquistare regni d'oltremare, compresi numerosi territori in Arica, Spagna, Illirico e Grecia. L'esercito repubblicano mantenne tuttavia la stessa struttura di prima, formato da una leva forzata di cittadini a cui affiancare un corpo di truppe alleate (socii). Queste ultime sembra abbiano svolto il loro ruolo senza lamentarsene, nonostante il fatto che si trattasse di una confederazione di popoli, originariamente costituenti un'alleanza creata per la difesa comune, ed ora invece proiettata verso espansione aggressiva di nuovi territori d'oltremare. L'acquiescenza dei socii  venne inizialmente comprata con la generosa quota di bottino che veniva fornita loro durante le campagne militari d'oltremare. A ciò si aggiunga che i socii cominciarono ad integrarsi sempre più con i Romani. L'aver prestato un servizio militare in un esercito dove la lingua utilizzata fosse il latino, portò più tardi questa lingua a costituire la lingua franca dell'intera penisola italica, a poco a poco riducendo sempre più il peso delle varie lingua native. Nelle province romane al di fuori dell'Italia, le popolazioni straniere non fecero alcuna distinzione tra Romani e popoli italici, riferendosi ad entrambi come "Romani". In Italia, sempre più popolazioni di socii adottarono volontariamente il sistema romano di governo, di legge e monetazione.
Il risentimento nei confronti del dominatore romano, cominciò a crescere tra gli alleati italici, poiché erano trattati come una classe sociale di seconda scelta nel sistema romano. In particolare, non avendo la cittadinanza romana, non potevano usufruire dei benefici dei cittadini romani, come la distribuzione su larga scala dei terreni pubblici (ager publicus), sia nei confronti del grande e del piccolo proprietario terriero, sulla base delle riforme agrarie portate avanti dai fratelli Gracchi a partire dal 133 a.C. Non a caso le riforme portarono a chiedere da parte di molte popolazioni italiche tra i socii che fosse loro concessa la cittadinanza romana. Ma sembra dalle fonti frammentarie che la maggioranza conservatrice del Senato romano riuscì, anche attraverso l'eliminazione degli stessi Gracchi, a bloccare qualsiasi significativa espansione della cittadinanza tra i socii nel periodo successivo alla legge agraria del 133 a.C.
Nel 91 a.C. i socii si ribellarono in massa contro il sistema romano di alleanze, sfociando nella cosiddetta guerra sociale (91-88 a.C.), probabilmente la sfida più difficile affrontata da Roma dai tempi della seconda guerra punica. Le armate romane alla fine prevalsero, non solo militarmente ma anche grazie al fatto di aver concesso quanto era stato inizialmente richiesto dai socii. Quelli che nell'89 a.C. erano rimasti fedeli ai Romani ottennero la cittadinanza romana piena, gli altri, poco più tardi della fine della guerra. Questi privilegi vennero così estesi a tutte le popolazioni della penisola italica. Ciò inevitabilmente portò alla fine delle vecchie alae di alleati, come pure dei socii italici, ora cittadini paritari con i "vecchi Romani", e perciò arruolabili nelle legioni romane.

### Annotazioni
1. 1 2  Cosme 2007, p. 18.
2. ↑  Cosme 2007, pp. 18-19.
3. 1 2  Cosme 2007, p. 19.

1. 1 2  Nicolet 2001, p. 314.